# Georges Simenon

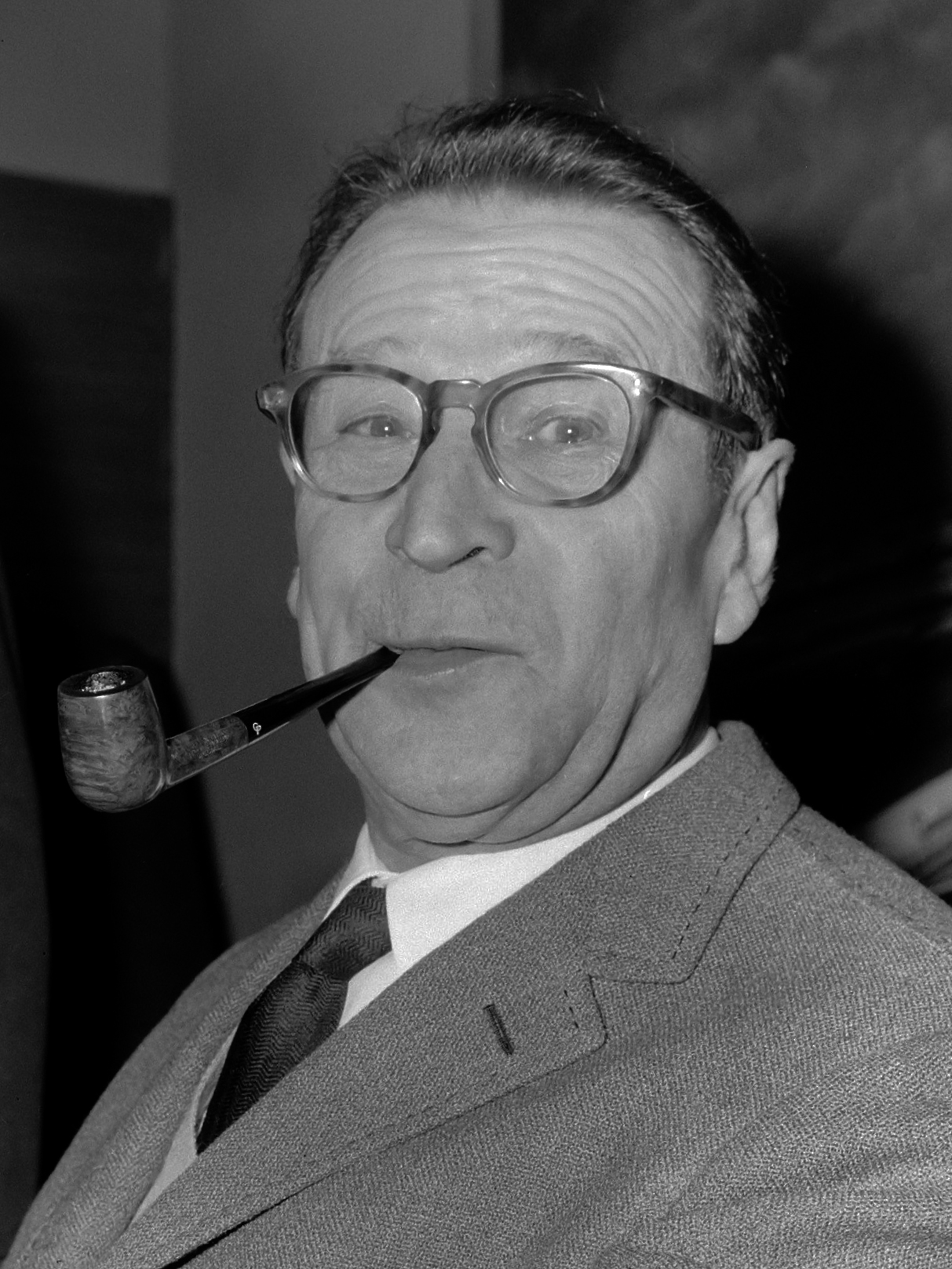
Georges Simenon, 1965

Georges Joseph Christian Simenon (* 12. Februar 1903 in Lüttich; † 4. September 1989 in Lausanne) war ein belgischer Schriftsteller. Bekannt wurde er vor allem als Autor von insgesamt 75 Kriminalromanen um die Figur des Kommissars Maigret. Daneben verfasste Simenon über 100 weitere Romane und 150 Erzählungen unter seinem Namen sowie knapp 200 Groschenromane und mehr als 1000 Kurzgeschichten unter verschiedenen Pseudonymen. Er schrieb in französischer Sprache und verwendete bis zum Erfolg unter eigenem Namen hauptsächlich das Pseudonym Georges Sim.
Simenon begann seine schriftstellerische Laufbahn bereits mit knapp sechzehn Jahren als Journalist in seiner Heimatstadt Lüttich. In den 1920er Jahren entwickelte er sich in Paris zu einem äußerst produktiven Autor von Trivialliteratur. Die Romane um die Figur Maigret waren in den 1930er Jahren die ersten Werke, die Simenon unter seinem eigenen Namen veröffentlichte, und führten zu seinem schriftstellerischen Durchbruch. Von da an schuf Simenon ein umfangreiches Werk aus Kriminalromanen und psychologischen Romanen, das ihn zu einem der meistübersetzten und meistgelesenen Schriftsteller des 20. Jahrhunderts machte. Trotz seines großen kommerziellen Erfolgs und zahlreicher begeisterter Einzelstimmen war die Literaturkritik unschlüssig in seiner Einordnung. Auch mit den höheren literarischen Ambitionen seiner „Non-Maigret“-Romane überwand er nicht den Ruf eines Autors von Unterhaltungsliteratur.
Simenons Schreibstil zeichnet sich trotz des begrenzten Wortschatzes und des programmatischen Verzichts auf literarische Finessen durch hohe Anschaulichkeit und dichte Atmosphäre aus. Sein Werk handelt nach eigener Aussage vom „nackten Menschen“, dem Menschen, der hinter allen Masken zum Vorschein kommt. Dabei floss Simenons eigene Lebensgeschichte sowohl in die fiktionalen Werke als auch in mehrere Autobiografien ein. Sein Privatleben war unstet, die beiden Ehen wurden von zahlreichen Affären begleitet. Häufig auf Reisen, hatte er im Lauf seines Lebens 33 wechselnde Wohnsitze in Belgien, Frankreich, Kanada, den USA und der Schweiz.

## Leben

### Kindheit und Jugend

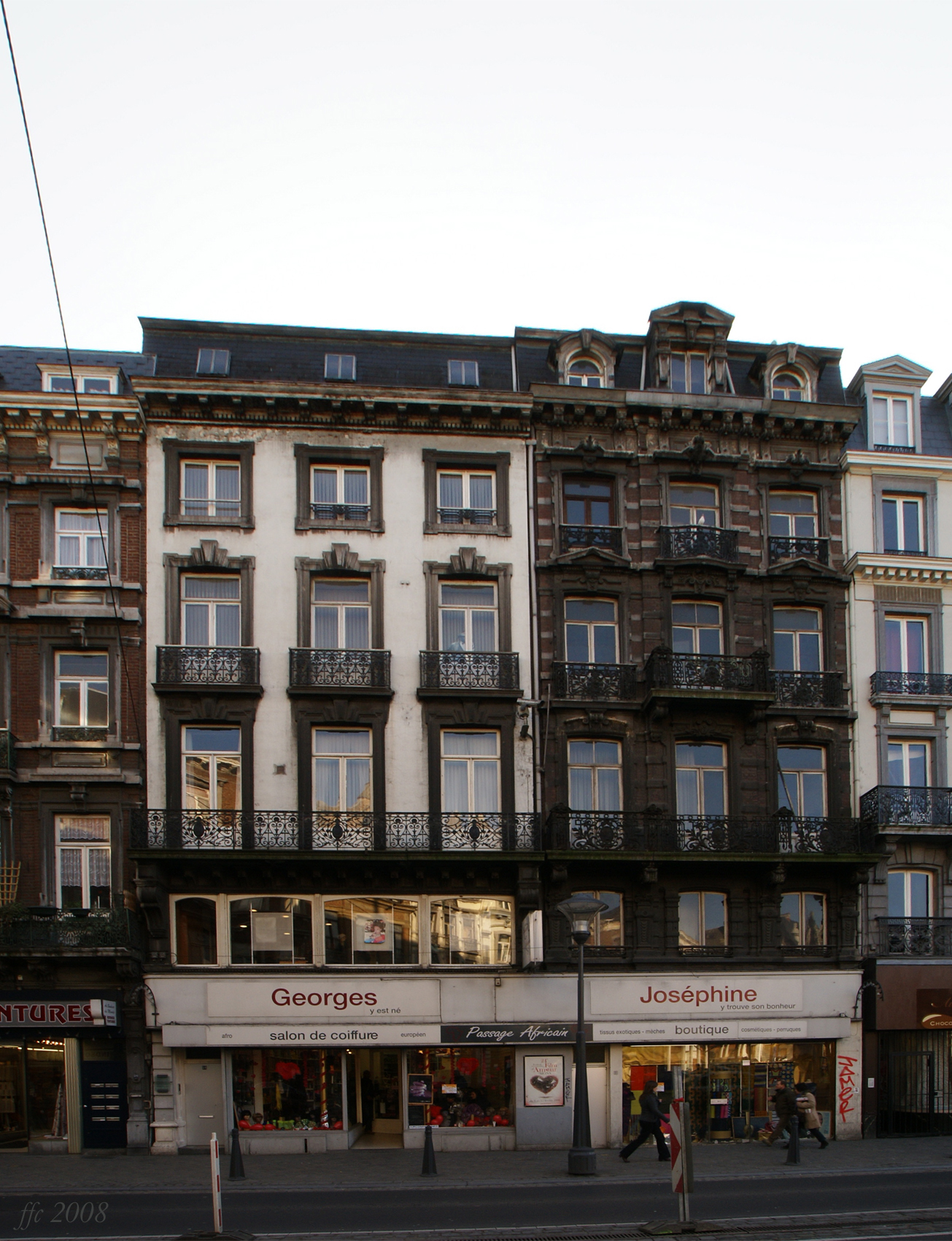
Georges Simenons Geburtshaus in der Rue Léopold 26, wo er die ersten zwei Lebensjahre verbrachte

Georges Simenon wurde in der Nacht vom 12. auf den 13. Februar 1903 in Lüttich geboren, laut offizieller Geburtsurkunde am 12. Februar um 23:30 Uhr. Nach Simenons eigener Aussage fand die Entbindung jedoch erst am Freitag, dem 13. Februar um 0:10 Uhr statt, und sein Vater habe auf Drängen der abergläubischen Mutter die Geburt auf dem Standesamt zurückdatiert. Diese Version wurde von den meisten seiner Biografen übernommen.
Georges’ Vater Désiré Simenon war Buchhalter bei einem Versicherungsunternehmen, seine Mutter Henriette Brüll hatte vor seiner Geburt als Hilfsverkäuferin in der Lütticher Filiale des Warenhauses À l’innovation gearbeitet. Simenon betonte später oft den Gegensatz der Herkunft seiner Eltern. Die Simenons waren ein in Lüttich alteingesessener, von Bauern und Arbeitern abstammender Familienverband mit starken familiären Bindungen. Trotz flämischer Wurzeln besaßen sie ein ausgeprägt wallonisches Selbstverständnis. Henriette Brüll hingegen war die jüngste Tochter eines Preußen und einer Niederländerin und galt in Belgien als Ausländerin. Nach dem Ruin und frühen Tod ihres Vaters war ihre Kindheit von Armut und dem Kampf ihrer Mutter um den Lebensunterhalt geprägt. Den spannungsvollen Gegensatz beider Milieus beschrieb Simenon mit den Worten: „Meinem Vater fehlte nichts, meiner Mutter fehlte alles. Das war der Unterschied zwischen ihnen“.
Während der heranwachsende Georges den in sich ruhenden und genügsamen Vater idealisierte und ihm nach eigenen Angaben später Charakterzüge Maigrets entlieh, war die Mutter immer in Sorge und fand nach Simenons Worten „das Unglück, wo niemand sonst es vermutet hätte“. Nach der Geburt seines drei Jahre jüngeren Bruders Christian fühlte sich Georges von ihr zurückgesetzt; die Beziehung der Geschwister war nicht sehr eng. Simenon erwähnte seinen Bruder in den späteren autobiografischen Schriften kaum. Christian starb 1947 im Indochinakrieg, nachdem der ehemalige Anhänger des faschistischen Rexismus auf Anraten seines Bruders nach Kriegsende in der Fremdenlegion untergetaucht war. Das schwierige Verhältnis zur Mutter durchzog Simenons Leben und Werk. In Anlehnung an Balzac definierte er einen Schriftsteller als einen „Mann, der seine Mutter nicht mag“. Zu einer letzten Abrechnung wurde der nach ihrem Tod geschriebene Lettre à ma mère (Brief an meine Mutter).

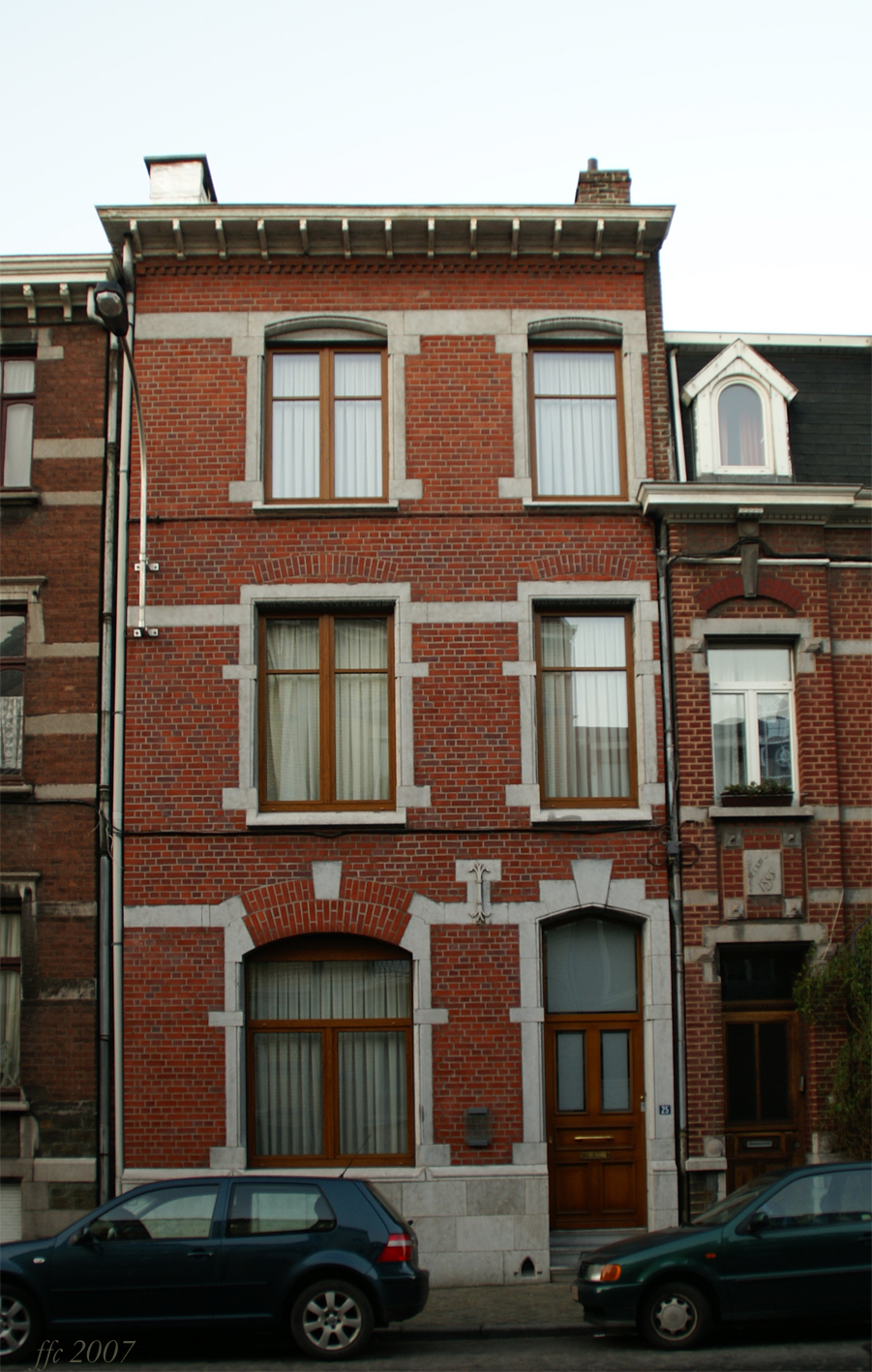
Das Wohnhaus der Simenons von 1905 bis 1911 in der Rue Pasteur 3, heute Rue Georges Simenon 25

Bereits im Kindergarten, in den er seit Christians Geburt ging, lernte Georges Lesen und Schreiben. Von 1908 bis 1914 besuchte er die Grundschule des katholischen Institut Saint-André. Bei seinem Abschluss war er Klassenbester und Lieblingsschüler der Schulbrüder. Der Ministrant fühlte sich zum Priesteramt berufen und erhielt von 1914 an ein Halbstipendium am Jesuitenkolleg Saint-Louis. Vor allem wurde er aber zu einem begeisterten Leser. Mit russischer Literatur machten ihn die oft osteuropäischen Untermieter vertraut, die seine Mutter seit 1911 beherbergte. Sein Lieblingsautor wurde Gogol, gefolgt von Dostojewski, Tschechow und Joseph Conrad. Bis zu zehn Bücher pro Woche lieh er aus der öffentlichen Bibliothek aus, las Balzac, Dumas, Stendhal, Flaubert und Chateaubriand, Cooper, Scott, Dickens, Stevenson und Shakespeare.
Die Sommerferien 1915 wurden zu einem Einschnitt in Simenons Leben. Der Zwölfjährige machte seine ersten sexuellen Erfahrungen mit einem drei Jahre älteren Mädchen. Um in ihrer Nähe zu bleiben, betrieb er einen Wechsel an das Jesuitenkolleg Saint-Servais, wo er von September 1915 an ebenfalls ein Halbstipendium erhielt. Zwar stellte sich bald heraus, dass seine Geliebte bereits einen älteren Freund hatte, doch der Schulwechsel zeigte Auswirkungen. Simenon verlor sein Interesse an der Religion, seine Leistungen an der stärker naturwissenschaftlich orientierten Schule ließen nach. Er fühlte sich dort als Außenseiter und Gefangener. In seinem Verlangen nach Freiheit trieb er sich bis spät in die Nacht herum, stritt mit der Mutter, beging kleinere Diebstähle und lernte zwei Dinge kennen, die einen großen Einfluss auf sein Leben entwickeln sollten: Alkohol und Prostituierte. In diese Zeit fielen auch Simenons erste Schreibversuche, wobei er bereits jenes Pseudonym verwendete, das ihn bis in die 1930er Jahre begleitete: Georges Sim.
Das Ende dieser Phase wachsender familiärer und schulischer Probleme markierte am 20. Juni 1918 ein Herzinfarkt Désiré Simenons. Die Diagnose lautete Angina Pectoris, dem Vater wurde eine Lebenserwartung von wenigen Jahren prognostiziert. Es war an Georges, mit fünfzehn Jahren in die Rolle des Ernährers der Familie zu wachsen. Auf der Stelle beendete er die Schule, ohne das laufende Schuljahr und die anstehenden Examen noch abzuschließen. Im autobiografisch gefärbten Roman Zum roten Esel schilderte er durch den Helden seine Gefühle: „Es war wirklich eine Befreiung! Sein Vater hatte ihn gerettet.“

### Journalist in Lüttich
Simenons erste Anstellungen währten nicht lange. Eine Konditorlehre brach er bereits nach 14 Tagen ab. Als Hilfsverkäufer einer Buchhandlung wurde er nach sechs Wochen entlassen, weil er dem Inhaber vor Kunden widersprochen hatte. Kurz vor Simenons 16. Geburtstag war es ein kurzfristiger Entschluss, der die Weichen für seine Zukunft stellte. Beim ziellosen Schlendern durch Lüttich wurde er auf die Redaktionsräume der Gazette de Liège aufmerksam, trat ein, bewarb sich und wurde angenommen. Der Chefredakteur Joseph Demarteau erkannte seine Begabung und förderte ihn trotz seiner gelegentlichen Eskapaden. Simenon beschrieb in einem Interview: „Noch eine Minute zuvor war ich nur ein Schuljunge. Ich trat über eine Schwelle […] und auf einmal gehörte mir die Welt.“
Der junge Journalist behielt das Pseudonym Georges Sim bei. Er gab und kleidete sich mit Regenmantel und Pfeife wie sein Vorbild, der junge Reporter Rouletabille aus den Kriminalgeschichten Gaston Leroux’. Nach der Übernahme der Rubrik Unfälle und Verbrechen erhielt Simenon bald seine eigene Kolumne, in der er als „M. le Coq“ in ironischem Ton von Hors du Poulailler (Außerhalb des Hühnerstalls) berichtete. Die Ausrichtung der Gazette war rechtskonservativ und katholisch, ohne dass der politisch indifferente Simenon dem große Bedeutung beimaß. So verfasste er auch eine Serie über Die jüdische Gefahr, distanzierte sich später allerdings von den antisemitischen Artikeln, die ihm aufgetragen worden seien. Der Biograf Stanley G. Eskin wies darauf hin, dass in Simenons Frühwerk zum Teil antisemitische Strömungen einflossen, spätere Arbeiten aber von solchen Tendenzen frei waren und Simenon gerade auch für die einfühlende Darstellung von Juden gelobt wurde.
Bestärkt durch den Erfolg seiner Kolumne, die 1920 bereits täglich erschien, wandte sich Simenon der humoristischen Literatur zu. Er veröffentlichte Kurzgeschichten in der Gazette sowie einigen anderen Zeitschriften und schrieb seinen ersten Roman Pont des Arches, der im Februar 1921 verlegt wurde, nachdem Simenon 300 Subskribenten geworben hatte. Trotz seines beruflichen Erfolgs betrachtete sich Simenon als Enfant terrible der Redaktion, als Nonkonformisten und Rebellen. Es zog ihn in Künstlerkreise, und im Juni 1919 trat er der Lütticher Künstler- und Anarchistengruppe La Caque um den Maler Luc Lafnet bei. Hier lernte er am Silvesterabend 1920 Régine Renchon kennen. Die Persönlichkeit der drei Jahre älteren Kunststudentin beeindruckte Simenon, obwohl er später behauptete, nie wirklich in Tigy – so wandelte er ihren Namen ab, da Régine ihm nicht gefiel – verliebt gewesen zu sein, sondern sich vor allem nach einer Partnerschaft gesehnt zu haben. Das Paar verlobte sich bald und plante ein gemeinsames Leben in Paris.
Am 28. November 1921 starb Désiré Simenon. Georges Simenon schrieb: „Niemand begriff jemals, was sich zwischen Vater und Sohn abspielte.“ Noch Jahrzehnte später bekannte er, seither so gut wie jeden Tag an den Vater gedacht zu haben. Vom 5. Dezember an leistete er seinen Militärdienst in der belgischen Armee. Nach einem Monat im besetzten Aachen wurde seiner Bitte um Rückversetzung nach Lüttich stattgegeben, wo Simenon weiterhin tagsüber seiner Arbeit für die Gazette nachgehen konnte. Am 4. Dezember 1922 endete sein Militärdienst, zehn Tage später saß er bereits im Nachtzug nach Paris.

### Trivialschriftsteller in Paris
Die ersten Monate in Paris enttäuschten Simenon. Ohne die in Lüttich zurückgebliebene Tigy fühlte er sich in der winterlichen Großstadt einsam. Der Schriftsteller Binet-Valmer, von dem er sich eine Einführung in die Pariser Literaturszene erwartet hatte, erwies sich als Mitglied der Action française von zweifelhaftem Ruf. Statt der erhofften Anstellung als Privatsekretär fungierte Simenon als Laufbursche für Binet-Valmers rechtsextreme politische Organisation. Immerhin lernte er beim Verteilen von Flugblättern die Redaktionen der Pariser Zeitungen kennen. Simenon kehrte nach Lüttich zurück, um am 24. März 1923 Tigy zu heiraten. Danach fand er die gewünschte Anstellung als Privatsekretär beim Marquis Raymond de Tracy, der für Simenon zu einer Vaterfigur wurde. Bis zum März 1924 bestand seine Hauptaufgabe in Reisen durch ganz Frankreich zu den Liegenschaften des begüterten Aristokraten.

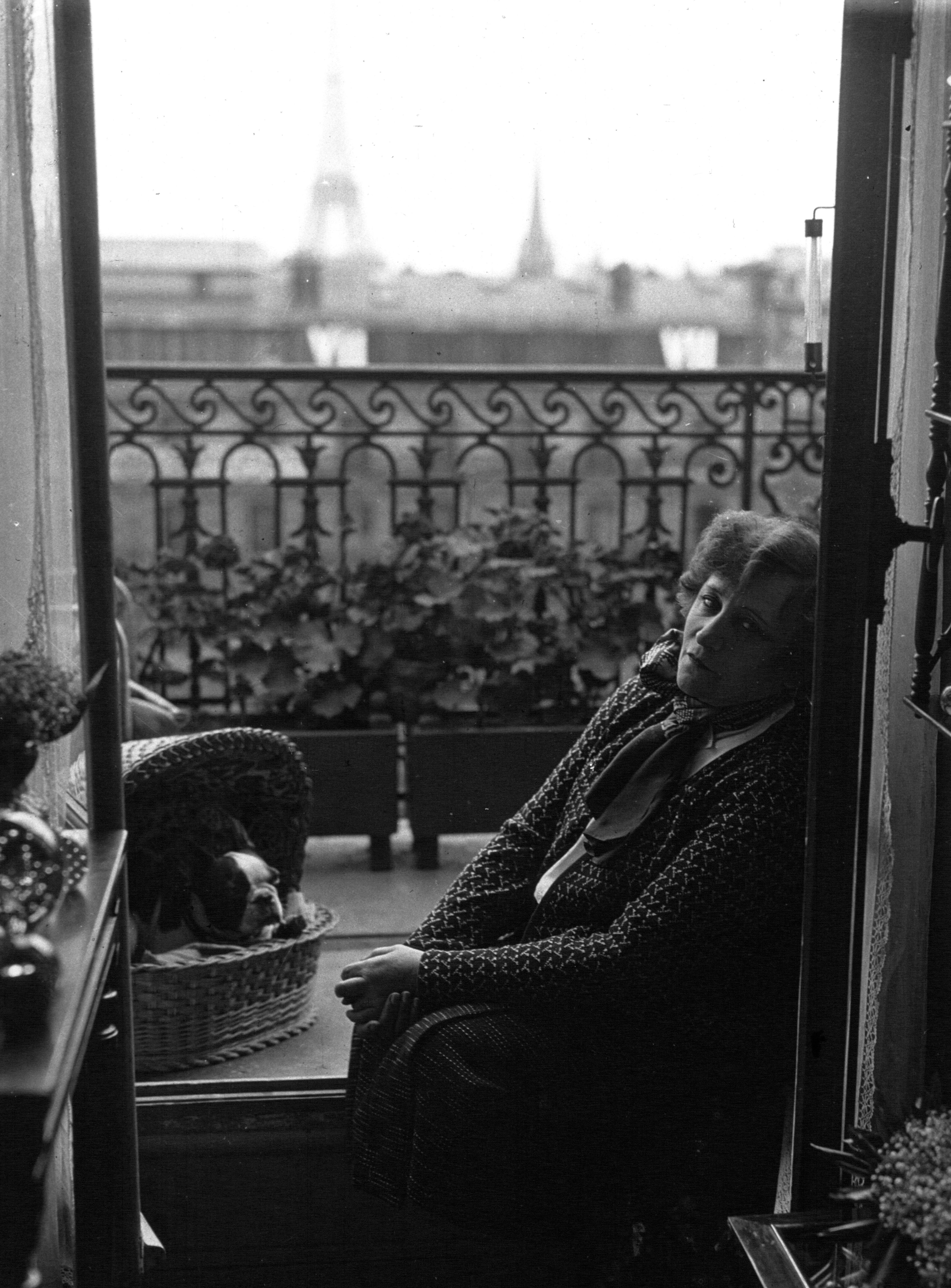
Die Kritik von Colette, hier in einem Bild von 1932, prägte Simenons Stil.

Simenon beendete die Anstellung, als es ihm gelungen war, in der Pariser Literaturszene Fuß zu fassen. Vom Winter 1922/23 an schrieb er so genannte „contes galants“, kurze, erotische Erzählungen für frivole Pariser Journale. Zeitweise publizierte er in 14 verschiedenen Magazinen und legte sich zur Unterscheidung eine Vielzahl von Pseudonymen zu. Für anspruchsvollere Literatur suchte er sich die auflagenstarke Zeitung Le Matin aus. Hier wurde eine Begegnung mit der Literaturredakteurin Colette wegweisend für den knappen Stil der späteren Werke Simenons. Sie lehnte mehrfach seine Arbeiten ab und forderte: „Streichen Sie alles Literarische“. Erst als er der Empfehlung folgte und zu seinem charakteristischen einfachen Stil fand, nahm Colette die Texte ihres „petit Sim“ an. Nach 25 Erzählungen im Jahr 1923 veröffentlichte Simenon in den Jahren 1924 bis 1926 jeweils zwischen 200 und 300 Erzählungen in verschiedensten Zeitschriften.
Die ersten Versuche mit längeren literarischen Texten unternahm Simenon im Bereich der Trivialliteratur. 1924 schrieb er seinen ersten Groschenroman Le Roman d’une dactylo. Bereits der Titel des Romans einer Stenotypistin gab den Markt der kleinen Angestellten und Hausfrauen vor, auf die Simenon seine Texte zuschnitt: „romans à faire pleurer Margot“ (Romane, die Margot weinen lassen). Simenon blieb nicht bei den sentimentalen Liebesromanen, sondern deckte mit Abenteuerromanen und Kriminalromanen zwei weitere Hauptgenres des „roman populaire“ ab. Auch seine bereits etablierten lustig-erotischen Geschichten dehnte er auf Romanlänge aus. Trotz des kommerziellen Erfolgs begriff Simenon seine unter Pseudonym entstandene Trivialliteratur vor allem als Lehrzeit im Handwerk des Schreibens. Sein Talent zur Selbstvermarktung führte zu einer Titelgeschichte über sein hohes Arbeitstempo in der Paris-Soir. Ein anderes Ereignis wurde berühmt, ohne jemals stattgefunden zu haben: Simenon sollte einen Fortsetzungsroman in einem öffentlichen Glaskäfig verfassen. Der Plan zerschlug sich 1927 durch den Bankrott der beteiligten Zeitung, wurde aber dennoch zur häufig kolportierten Legende, die sich im Bewusstsein vieler als tatsächliches Ereignis festsetzte.

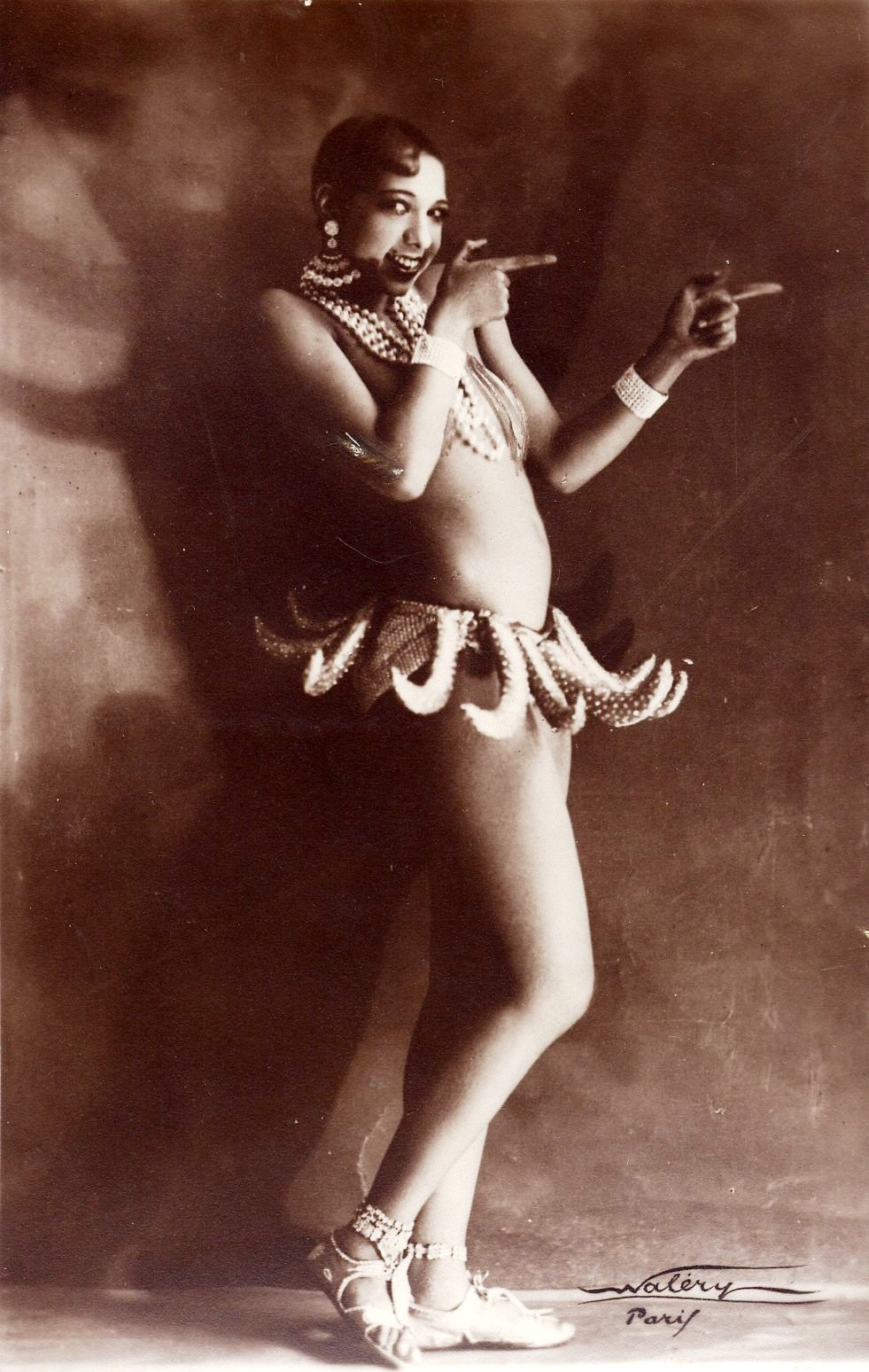
Josephine Baker im Kostüm des Folies Bergère 1927

Das Zuhause der Simenons war von 1924 an beinahe sieben Jahre lang eine Wohnung im Haus Nummer 21 am Place des Vosges, einem ehemaligen Hôtel particulier Kardinal Richelieus. Der Schriftsteller verdiente inzwischen gut, gab das Geld aber auch mit vollen Händen aus: für Feste, Reisen, Autos und Frauen. Tigy, die sich in den Pariser Jahren als Kunstmalerin etablierte, erfuhr von den zahlreichen Affären ihres Mannes erst 1944, als sie ihn in flagranti ertappte. Vor allem zwei Frauen entwickelten zu jener Zeit eine größere Bedeutung für Simenon: Henriette Liberges war die 18-jährige Tochter eines Fischers aus Bénouville, als Simenon und Tigy sie im Sommer 1925 bei einem Urlaub in der Normandie kennenlernten. Simenon taufte sie in „Boule“ um, sie wurde als Hausmädchen eingestellt, avancierte bald auch zur Geliebten ihres „petit Monsieur“ und sollte über fast vierzig Jahre an seiner Seite bleiben. Die zweite Frau war Josephine Baker, damals bereits ein Weltstar, deren Sekretär und Liebhaber Simenon im Jahr 1927 war. Er war von ihr derart hingerissen, dass er an Heirat dachte, doch er fürchtete, „als Monsieur Josephine Baker bekannt zu werden“. Als Simenon im Sommer 1927 Paris in Richtung Île-d’Aix verließ, war es auch eine Flucht vor der Beziehung mit Josephine Baker.

### Die Erfindung Maigrets
Obwohl er in den Wintermonaten weiter in Paris lebte, war Simenon der Oberflächlichkeiten und Zerstreuungen der Großstadt überdrüssig geworden. Im Frühjahr 1928 kaufte er ein Boot, das er „Ginette“ taufte und auf dem er gemeinsam mit Tigy und Boule sechs Monate lang die Flüsse und Kanäle Frankreichs befuhr. An Bord fand Simenon die Ruhe, sich ganz auf seine Arbeit zu konzentrieren. Im Jahr 1928 gelang es ihm, 44 Groschenromane zu publizieren, was beinahe an die gesamte Produktion von 51 Romanen der vier Vorjahre heranreichte. 1929 wiederholte Simenon die erfolgreiche Verbindung von Reisen und Schriftstellerei. Er kaufte einen größeren Fischkutter, der auch seetauglich war, und nannte ihn Ostrogoth. Die Fahrt begann im Frühjahr 1929 und führte über Belgien und die Niederlande bis zur Ostsee. In diesem Jahr publizierte Simenon 34 Romane und fühlte sich reif für einen literarischen Schritt nach vorne. Der Sprung zur ernsthaften Literatur schien ihm noch zu groß, er brauchte nach eigenen Worten ein „Sicherheitsnetz“. So schuf er „halbliterarische“ Kriminalromane, in deren Mittelpunkt die Figur Maigret stand.

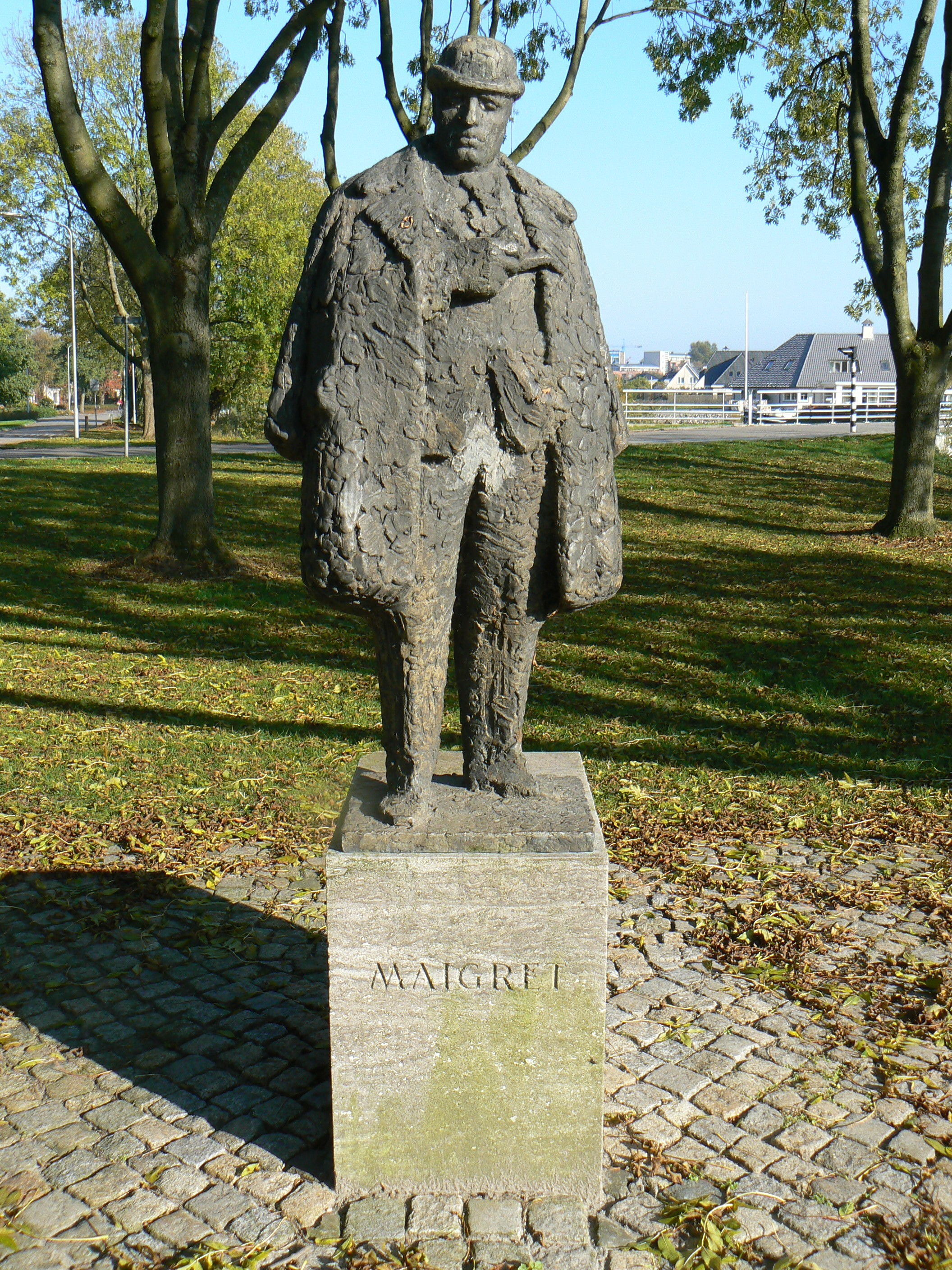
Maigret als Skulptur in Delfzijl, wo die Figur angeblich erfunden wurde

Nach Simenons Darstellung erdachte er Maigret im Winter 1929/30 in einem Café im niederländischen Delfzijl, wo unvermittelt in seiner Phantasie die Umrisse des massigen Kommissars entstanden. Im Anschluss schrieb er den ersten Maigret-Roman Pietr-le-Letton. Tatsächlich entschlüsselte die Simenon-Forschung später, dass Maigret bereits in vier vorangegangenen Trivialromanen unterschiedlich große Auftritte hatte, von denen zwar einer in Delfzijl entstand, allerdings bereits im September 1929. Der erste wirkliche Maigret-Roman Pietr-le-Letton wird dagegen auf Frühjahr oder Sommer 1930 in Paris datiert. Jedenfalls zeigte sich Simenons Verleger Fayard keineswegs begeistert vom Stilwechsel seines einträglichen Trivialautors, und Simenon musste hart um die Maigret-Reihe und seine Chance einer literarischen Weiterentwicklung kämpfen. Auch dass er erstmals unter seinem wahren Namen veröffentlichen wollte, erwies sich als Erschwernis, denn alle Welt kannte den Autor als Georges Sim. Um sich bekannt zu machen, inszenierte Simenon am 20. Februar 1931 einen großen Ball, auf dem die Gäste als Verbrecher oder Polizisten kostümiert waren, und signierte die ersten beiden publizierten Maigret-Romane M. Gallet décédé und Le pendu de Saint-Pholien. Die Werbung gelang, und der Ball wurde zum Stadtgespräch.
Die Maigret-Romane waren ein unmittelbarer Erfolg und machten Simenon schlagartig berühmt. Die Presse nahm sie sehr positiv auf, schon bald folgten Übersetzungen in verschiedene Sprachen. Im Herbst 1931 verfolgte Jean Renoir den reisenden Simenon regelrecht, um die Filmrechte für La nuit du carrefour zu erwerben, zwei weitere Verfilmungen schlossen sich an. Dennoch ließ Simenon die Reihe bereits nach 19 Romanen auslaufen. Der als Abschluss geplante Roman trug den schlichten Titel Maigret und versetzte seinen Helden in den Ruhestand. Ab Sommer 1932 wandte sich Simenon jener Literatur zu, die er sich drei Jahre zuvor noch nicht zugetraut hatte: Er schrieb seine ersten „romans durs“ (harte Romane). Auch in diesen Romanen geschieht zumeist ein Verbrechen, doch sind es keine Kriminalromane im klassischen Sinne. Eskin bezeichnete sie als „umgekehrte Kriminalromane“, bei denen das Verbrechen oft nicht am Anfang, sondern am Ende steht und der Fokus nicht auf den polizeilichen Ermittlungen liegt. Als Simenon seinem Verleger Fayard den erneuten Kurswechsel mitteilte, sträubte sich dieser und versuchte mit vertraglichen Verpflichtungen zu weiteren Groschenromanen Druck auszuüben. Daraufhin wechselte Simenon zum renommierten Verlagshaus Gallimard, mit dem er einen einträglichen Vertrag über jährlich sechs Buchveröffentlichungen schloss.
Im April 1932 hatte Simenon Paris endgültig verlassen und zog in die Gegend von La Rochelle. Er pachtete das Landgut La Richardière. Als der Mietvertrag 1934 auslief, zog er in die Nähe von Orléans, 1935 nach Neuilly-sur-Seine, ehe er 1938 nach Nieul-sur-Mer bei La Rochelle zurückkehrte. Neben den häufigen Umzügen – im Laufe seines Lebens hatte Simenon 33 unterschiedliche Wohnsitze – waren diese Jahre von langen Reisen geprägt, auf denen er Reportagen verfasste: 1932 nach Afrika, 1933 nach Osteuropa, 1935 eine achtmonatige Weltreise nach Tahiti und zurück. Am 19. April 1939 wurde Marc Simenon geboren, Georges’ erstes und Tigys einziges Kind. Marc wurde später Regisseur und verfilmte auch Romane seines Vaters. Eineinhalb Jahre zuvor hatte Simenon verkündet: „Ich habe 349 Romane geschrieben, aber alles das zählt nicht. Die Arbeit, die mir wirklich am Herzen liegt, habe ich noch nicht begonnen […] Wenn ich vierzig bin, werde ich meinen ersten wirklichen Roman veröffentlichen, und wenn ich fünfundvierzig bin, werde ich den Nobelpreis erhalten haben“.

### Zweiter Weltkrieg

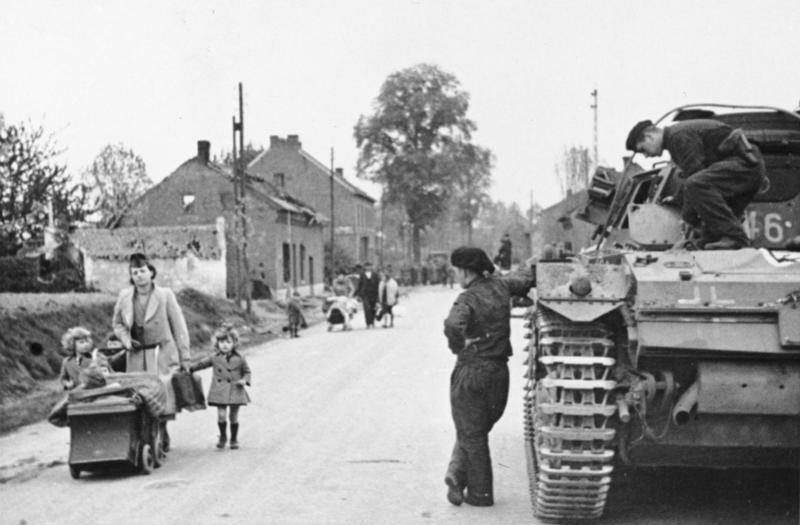
Belgische Flüchtlinge am 11. Mai 1940

Nach dem deutschen Angriff auf die Niederlande im Zweiten Weltkrieg am 10. Mai 1940 wurde Simenon wie alle Reservisten seines Heimatlandes in die belgische Armee einberufen. Als er sich meldete, hatte die Botschaft bereits andere Pläne mit ihm. Seit dem Einmarsch deutscher Truppen waren zahlreiche Flüchtlingskonvois von Belgien nach Frankreich unterwegs, das Gebiet von La Rochelle wurde zur Empfangszone erklärt und Simenon mit seinen guten Beziehungen in der Gegend zum Kommissar für belgische Flüchtlinge ernannt. Simenon gab später an, in einem Zeitraum von fünf Monaten für 300.000 Flüchtlinge verantwortlich gewesen zu sein. Der Biograf Patrick Marnham geht von 55.000 Flüchtlingen in zwei Monaten aus. In jedem Fall habe sich Simenon mit Engagement und Organisationstalent für seine Landsleute eingesetzt. Nach dem Waffenstillstand vom 22. Juni 1940 trug er die Verantwortung für die Rückkehr der Flüchtlingszüge nach Belgien; dafür musste er bereits mit der deutschen Besatzungsmacht zusammenarbeiten. Am 12. August legte er sein Mandat nieder. Das Schicksal der Flüchtlinge verarbeitete Simenon später in zwei Romanen: Le Clan des Ostendais und Le Train (1973 verfilmt). Danach hatte er in seinem Werk mit dem Thema Krieg abgeschlossen.

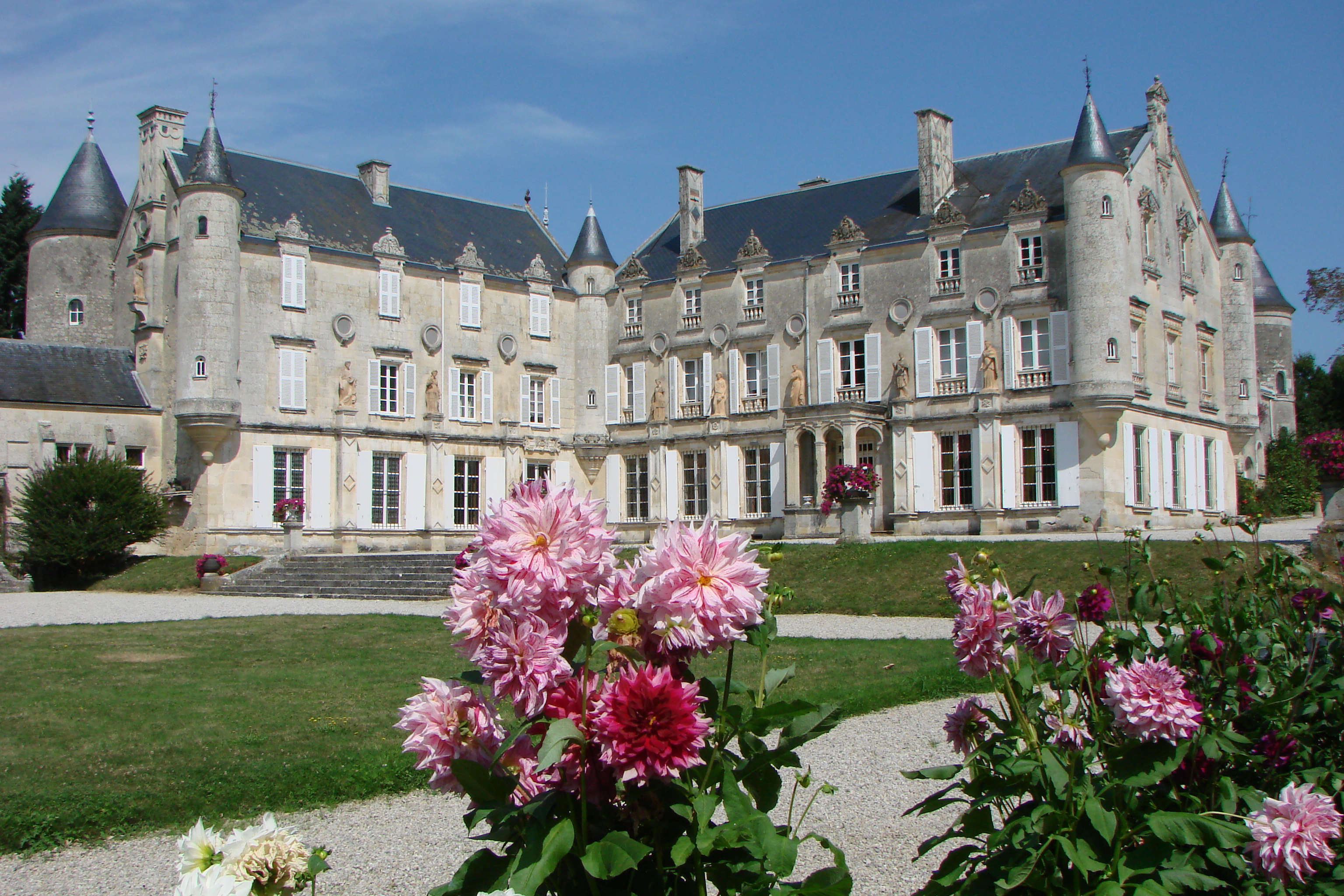
Château de Terre-Neuve, in dem Simenon von 1940 bis 1942 wohnte

Auf Simenons Leben hatte die Besetzung Frankreichs nur geringen Einfluss. Anfänglich musste er sich als Ausländer wöchentlich auf dem örtlichen Polizeirevier melden, später wurde darauf verzichtet. Nachdem das Haus in Nieul von deutschen Truppen beschlagnahmt worden war, zog die Familie während des Krieges dreimal um, blieb allerdings immer in der Nähe von La Rochelle. Ab 1940 bewohnten die Simenons kurze Zeit ein Bauernhaus bei Vouvant, dann einen Flügel des Schlosses Château de Terre-Neuve in Fontenay-le-Comte; im Juli 1942 zogen sie ins Dorf Saint-Mesmin. Überall ermöglichte ihnen das Landleben eine weitgehende Selbstversorgung. Stärker als die Besatzung beeinträchtigte Simenon im Herbst 1940 die Fehldiagnose eines Arztes, der nach einer routinemäßigen Röntgenaufnahme erklärte, sein Herz sei „erweitert und abgenutzt“, er habe nur noch zwei Jahre zu leben, und auch dies nur, wenn er auf Alkohol, Sex, Essgewohnheiten und körperliche Arbeit verzichte. Erst 1944 gab ein Pariser Spezialist Entwarnung, die ersten Monate nach der Diagnose lebte Simenon in Todesangst. Im Dezember 1940 begann er seine Autobiografie Je me souviens, mittels der er sein Leben für seinen Sohn Marc festhalten wollte, geschrieben „von einem zum Tode verurteilten Vater“. Auf Anregung André Gides, mit dem er zu dieser Zeit angeregt korrespondierte, arbeitete er die Autobiografie in Ich-Form später mit abgeänderten Namen in den Entwicklungsroman Pedigree um.
Im Juni 1941 legte Simenon seine Autobiografie beiseite und wandte sich wieder seiner üblichen Arbeit zu. Er schrieb während der Kriegsjahre 22 Romane und 21 Kurzgeschichten. Damit fiel zwar die Produktion gegenüber den Vorkriegsjahren, doch Gallimard konnte auf Vorräte zurückgreifen, Simenon blieb als Autor präsent, sein Einkommen hoch. Zudem kehrte er zurück zu seiner populärsten Schöpfung: Nach einigen in Zeitschriften veröffentlichten Erzählungen erschienen im Jahr 1942 nach achtjähriger Pause neue Maigret-Romane. Die Gründe für die Reaktivierung des ausgemusterten Kommissars vermutet Stanley G. Eskin einerseits in der sicheren Einnahmequelle in unsicheren Zeiten, andererseits in der Erholung von den „romans durs“, deren Schreibprozess für Simenon wesentlich anstrengender und psychisch belastender war. Dieser sah „Maigret als Übung, als Vergnügen, als Entspannung“.
Auch auf der Leinwand war Simenon in den Kriegsjahren präsent wie kein anderer französischsprachiger Schriftsteller. Neun seiner Romane wurden verfilmt, fünf von der von Joseph Goebbels gegründeten und unter deutscher Kontrolle stehenden Continental Films. Diese produzierte aus Simenons unverfänglicher Vorlage Les inconnus dans la maison einen Film mit antisemitischer Tendenz. Für die Zusammenarbeit mit der Continental wurde Simenon nach der Befreiung Frankreichs ebenso angegriffen wie für seine Jurytätigkeit beim Prix de la Nouvelle France, durch den 1941 der Prix Goncourt ersetzt werden sollte. Als im Juli 1944 Mitglieder der Forces françaises de l’intérieur nach ihm suchten, geriet Simenon in Panik, verließ das Haus und versteckte sich mehrere Tage. Am 30. Januar 1945 wurde er wegen Verdachts auf Kollaboration unter Hausarrest gestellt. Der Vorwurf ließ sich zwar entkräften, doch Simenon erlangte erst im Mai seine Freiheit zurück. Zu diesem Zeitpunkt hatte er beschlossen, Frankreich so bald wie möglich zu verlassen. Er wechselte noch von Gallimard zum neu gegründeten und stärker kommerziell orientierten Verlag Presses de la Cité, was seinem literarischen Renommee in Frankreich schadete. Im August 1945 verließ Simenon den europäischen Kontinent mit der Zwischenstation London und dem Ziel Übersee.

### Amerika
Am 5. Oktober 1945 erreichten Simenon und Tigy New York. Simenon, in einer offenen Stimmung für neue Eindrücke, fühlte sich in der neuen Welt sofort zuhause. Er genoss den American way of life, den demokratischen Geist und den Individualismus. Wegen seiner geringen Englischkenntnisse reiste er weiter ins frankophone Kanada, wo er in Sainte-Marguerite-du-Lac-Masson, nordwestlich von Montreal, zwei Bungalows mietete, einen zum Wohnen, den anderen zum Arbeiten. Anschließend suchte er nach einer Sekretärin und traf so bereits einen Monat nach seiner Ankunft Denyse Ouimet, die seine zweite Ehefrau werden sollte. Simenon war von der 25-jährigen Frankokanadierin auf Anhieb fasziniert. In ihr vereinten sich für ihn zum ersten Mal sexuelle Anziehung und Liebe. Später bezeichnete er sie als die komplizierteste Frau, die ihm je begegnet sei. Auch ihren Namen änderte er in „Denise“, weil er die Schreibweise mit y als affektiert empfand. Ihre Beziehung war von Beginn an schwierig, die Leidenschaft schlug beiderseits immer wieder in Gewalt um, und Simenon beschrieb: „Es gab Augenblicke, da ich nicht zu entscheiden vermochte, ob ich sie liebte oder sie haßte.“
Sein erster auf dem amerikanischen Kontinent entstandener Roman Trois chambres à Manhattan hatte die Begegnung mit Denise zum Inhalt. Mit seinem zweiten Maigret à New York holte er auch Maigret über den Atlantik. In den folgenden Jahren bereiste Simenon den Kontinent. Er reiste nach Florida und Kuba, ließ sich 1947 in Arizona nieder, zuerst in Tucson, im Folgejahr in Tumacacori, schließlich zog er 1949 nach Carmel-by-the-Sea in Kalifornien. Tigy, die seit der Entdeckung der Affäre ihres Mannes mit Boule nur noch als Freundin und Mutter des gemeinsamen Sohnes an Simenons Seite lebte, nahm die ménage à trois mit Denise hin. Als 1948 Boule aus Frankreich nachkam, wurde daraus sogar eine ménage à quatre. Erst als Denise schwanger wurde, kam es zur Scheidung von Tigy, ohne dass dies zu einer dauerhaften Trennung führte. Eine der Klauseln des Scheidungsvertrages verpflichtete Tigy, sich bis zu Marcs Volljährigkeit in einem Umkreis von sechs Meilen um Simenons jeweiligen Wohnsitz niederzulassen. Am 29. September 1949 wurde sein zweiter Sohn John geboren. Am 21. Juni 1950 ließ sich Simenon in Reno von Tigy scheiden, am Folgetag heiratete er Denise.
Ab September lebte die neue Familie auf einer Farm in Lakeville, Connecticut. Die folgenden fünf Jahre gehörten zu den beständigsten und produktivsten in Simenons Leben. Er schrieb dreizehn Maigrets und vierzehn Non-Maigrets und genoss seine Assimilierung als Amerikaner „George“. Auch literarisch wurden ihm in der Wahlheimat Ehrungen zuteil. Er wurde 1952 zum Präsidenten der Mystery Writers of America ernannt und in die American Academy of Arts and Letters gewählt, eine Europareise im gleichen Jahr wurde zu einer triumphalen Heimkehr. Sein Ruhm, sein Ansehen, seine internationalen Verkaufserfolge wuchsen. Am 23. Februar 1953 wurde Marie-Georges, genannt Marie-Jo, geboren, Simenons einzige Tochter, mit der ihn eine besonders innige Beziehung verband. In einem Interview mit dem New Yorker verkündete Simenon: „Ich gehöre zu den Glücklichen. Was kann man zu den Glücklichen sagen, außer daß sie davongekommen sind?“ Er erwog sogar die US-amerikanische Staatsbürgerschaft, doch zog er den Antrag zurück, als sich sein Amerikabild unter dem Eindruck der McCarthy-Ära trübte. Dazu kamen zunehmende psychische Probleme Denises, denen er mit einem Ortswechsel zu begegnen hoffte. Im März 1955 fragte ihn ein Bekannter, was Simenon eigentlich in Amerika halte, und er gab Antworten, die ihn selbst nicht überzeugten. Am folgenden Tag entschied er sich zur Abreise.

### Rückkehr nach Europa
Die spontane Rückkehr nach Europa erfolgte ohne konkrete Pläne für Simenons zukünftigen Wohnort. Er reiste 1955 mit Denise durch Frankreich, blieb schließlich an der Côte d’Azur, von April an in Mougins und ab Oktober in Cannes. Dort wurde er auch im Mai 1960 Präsident der Jury der Internationalen Filmfestspiele. Er setzte sich für den Wettbewerbsgewinner La dolce vita von Federico Fellini ein, was den Beginn einer Freundschaft mit dem italienischen Regisseur markierte. Simenons Umgang mit der Öffentlichkeit hatte sich seit seiner Rückkehr nach Europa gewandelt. Er war auf dem Höhepunkt seines kommerziellen Erfolgs angelangt und blieb seinem Schema der abwechselnden Maigret- und Non-Maigret-Romane treu, ohne noch literarische Weiterentwicklungen anzustreben. Trotz zahlreicher begeisterter Äußerungen von Schriftstellerkollegen blieb die Kritik in der Bewertung Simenons unschlüssig. Simenon reagierte mit Verbitterung und Verachtung für die literarische Welt. Das Nobelpreiskomitee, das seiner selbstbewussten Prophezeiung nicht gefolgt war und 1947 statt seiner André Gide ausgezeichnet hatte, nannte er 1964 schlicht „diese Idioten, die mir noch immer nicht ihren Preis verliehen haben“.

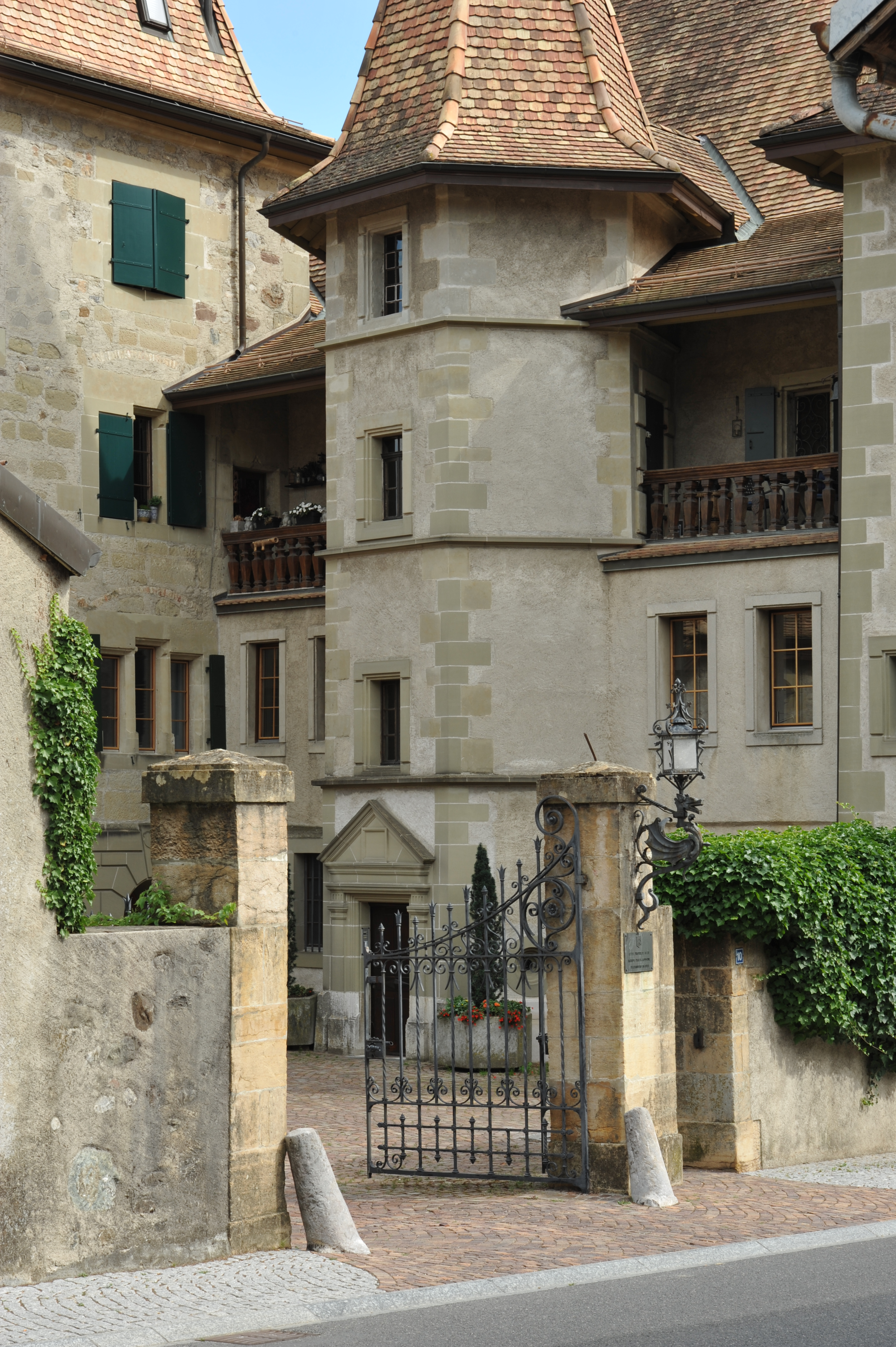
Schloss Echandens, von 1957 bis 1963 Simenons Wohnsitz

Schließlich ließ sich Simenon in der Schweiz nieder, wo er den Rest seines Lebens verbringen sollte. Im Juli 1957 bezog er das Schloss Echandens nahe Lausanne. Im Mai 1959 wurde Simenons dritter Sohn Pierre geboren, doch auch das gemeinsame Kind konnte die Entfremdung der Ehepartner nicht überdecken. Beide tranken, es kam zu gegenseitigen Aggressionen und Gewalttätigkeiten. Denise schrieb später: „Er haßte mich so besitzergreifend, wie er mich liebte.“ Die Situation wurde für sie so belastend, dass sie sich im Juni 1962 vorübergehend in die psychiatrische Klinik von Nyon einweisen ließ, wohin sie im April 1964 noch einmal zurückkehrte. Zwar verweigerte Simenon bis zu seinem Tod die Scheidung, doch Denise lebte von diesem Zeitpunkt an nicht mehr an seiner Seite. Simenon veröffentlichte später seine Tagebuchaufzeichnungen aus den Jahren 1959–1961 unter dem Titel Quand j’étais vieux (Als ich alt war). Bereits im Titel klingt seine damalige von Alter und Selbstzweifel bestimmte Lebenskrise an.

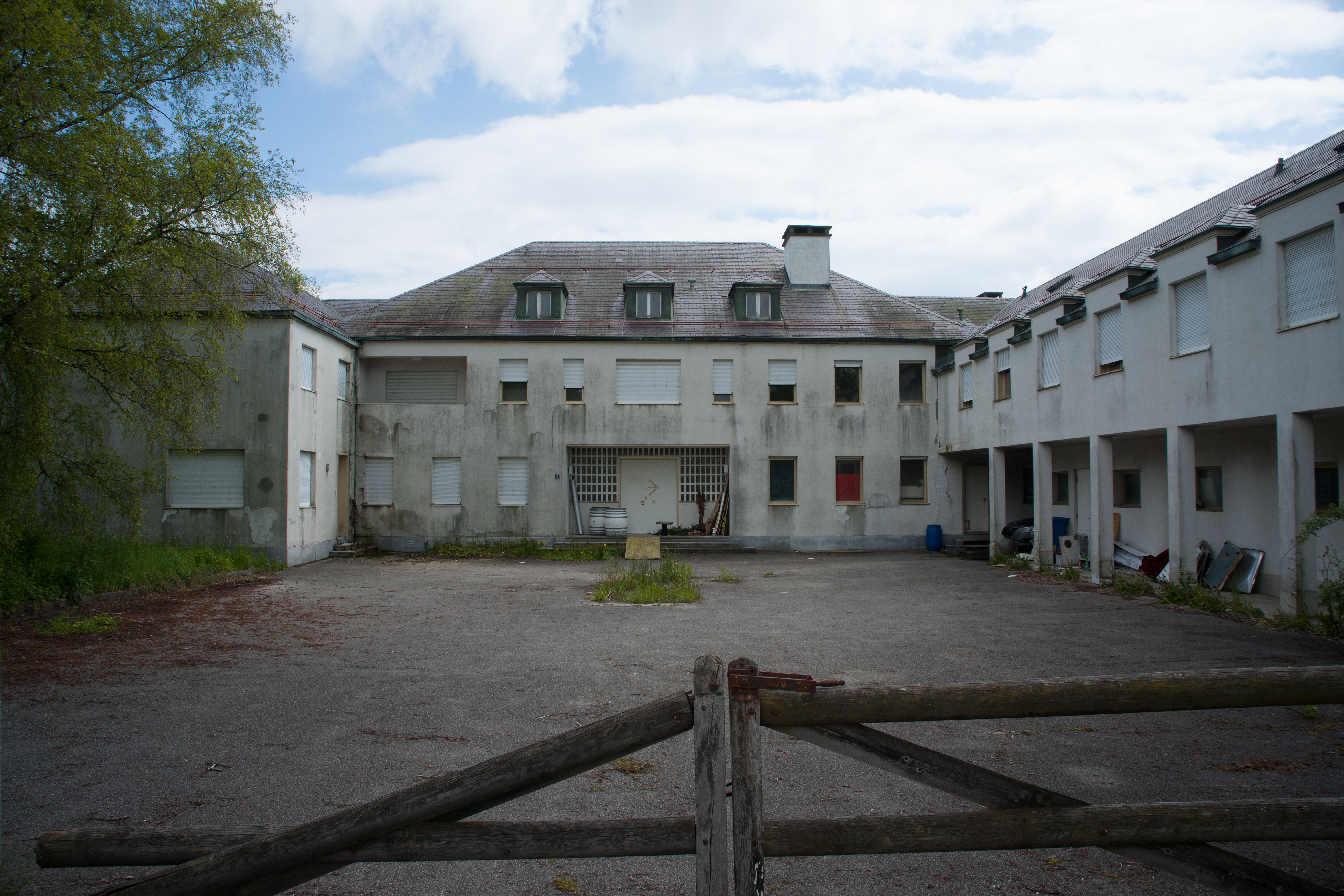
Das verlassene Maison de Simenon in Epalinges (2013; abgerissen 2016/2017)

Von Schloss Echandens zog Simenon im Dezember 1963 wegen des nahen Baus der Autobahn nach Epalinges um. Das dortige Haus, von ihm selbst geplant, erinnerte in Stil und Ausmaßen an eine amerikanische Ranch. Die 22 geräumigen Zimmer waren für Kinder und Enkel vorgesehen, doch Simenon fühlte sich bald unbehaglich und einsam in dem großen Haus. Nachdem er Boule im November 1964 in die Dienste seines Sohnes Marc entlassen hatte, der inzwischen selbst Kinder hatte, blieb Teresa Sburelin die letzte Frau an Simenons Seite. Die junge Venezianerin war im November 1961 als Hausmädchen eingestellt worden, wurde bald seine Geliebte und pflegte ihn im Alter. Von 1964 bis 1972 schrieb Simenon in Epalinges 13 Maigret- und 14 Non-Maigret-Romane. Sein letzter Roman war Maigret et Monsieur Charles. Im Sommer 1972 plante er unter dem Titel Oscar oder Victor einen anspruchsvollen Roman, der seine gesamte Lebenserfahrung enthalten sollte. Nach langer Vorbereitungszeit begann er am 18. September mit der Umsetzung, doch der gewohnte Schreibprozess stellte sich nicht ein. Zwei Tage später beschloss er, das Schreiben aufzugeben, und ließ in seinem Reisepass „sans profession“ (ohne Beruf) eintragen. In seinen Memoiren schrieb Simenon: „Ich brauchte mich nicht mehr in die Haut eines jeden zu versetzen, dem ich begegnete […] Ich jubelte, ich war endlich frei.“
Noch im gleichen Jahr verließ Simenon sein Haus in Epalinges und schrieb es zum Verkauf aus. Er bezog eine Wohnung in Lausanne, im Februar 1974 wechselte er ein letztes Mal den Wohnsitz und bezog ein kleines Haus in der Nähe, aus dessen Garten eine große Zeder aufragte, angeblich der älteste Baum Lausannes. Nachdem Simenon das Schreiben aufgegeben hatte, fand er eine bequemere Form der Ausdrucksmöglichkeit: das Diktafon. Zwischen Februar 1973 und Oktober 1979 diktierte er insgesamt 21 autobiografische Bände, die so genannten Dictées. Ihre Veröffentlichung stieß allerdings nur auf geringes Interesse bei Lesern und Literaturkritikern. Dagegen machte Simenon im Januar 1977 mit einem Interview noch einmal Schlagzeilen. Er behauptete in einem Gespräch mit Fellini, in seinem Leben mit 10.000 Frauen geschlafen zu haben, darunter 8000 Prostituierten. Der Biograf Fenton Bresler ging ausführlich der Glaubwürdigkeit der Zahl nach. Denise behauptete, ihr Mann übertreibe, sie hätten gemeinsam eine Zahl von 1200 ausgerechnet. Simenon bekräftigte die Zahl jedoch später mehrmals und erläuterte, er habe über die Sexualität die Frauen erkennen, die Wahrheit über ihr Wesen erfahren wollen.
Das letzte Buch, das Simenon im Jahr 1981 veröffentlichte, war ein fiktiver Brief an seine Tochter Marie-Jo unter dem Titel Mémoires intimes, dem er ihre hinterlassenen Aufzeichnungen anhängte. Marie-Jo, die von Kindheit an eine besonders enge Beziehung zu ihrem Vater hatte – Stanley G. Eskin sprach von einem Elektrakomplex – und bereits seit ihrer Jugend unter psychischen Problemen litt, hatte sich am 20. Mai 1978 in Paris erschossen. Ihr Suizid war ein schwerer Schlag für den Vater, und die Mémoires intimes wurden zu einer Rechtfertigungsschrift Simenons, in der er Denise die Schuld am Tod der Tochter anlastete und jegliche eigene Verantwortung abstritt. Denise hatte ihrerseits im April 1978 einen für ihn wenig freundlichen Enthüllungsbericht über ihre Ehe unter dem Titel Un oiseau pour le chat veröffentlicht. Marie-Jos Asche wurde unter der Zeder im Garten von Simenons Haus verstreut. Hier verbrachte er die letzten Jahre an der Seite Teresas. 1984 wurde ein Gehirntumor entfernt, eine Operation, von der er sich gut erholte. 1988 erlitt er eine Gehirnblutung und war während seines letzten Lebensjahres gelähmt. In der Nacht vom 3. auf den 4. September 1989 starb Georges Simenon im Hotel Beau-Rivage in Lausanne. Seine Asche wurde wie die seiner Tochter im Garten seines Hauses verstreut.

## Werk

### Zahlen und Fakten
Laut der Bibliografie von Claude Menguy veröffentlichte Georges Simenon unter seinem Namen 193 Romane (darunter 75 Maigrets) und 167 Erzählungen (darunter 28 Maigrets). Dazu kommen Reportagen, Essays, 21 Dictées, vier weitere autobiografische Werke sowie Briefwechsel mit André Gide und Federico Fellini. Simenon arbeitete seine Vorlagen in Drehbücher und Hörspiele um, verfasste Theaterstücke und ein aufgeführtes Ballett. Für eine detaillierte Auflistung siehe die Liste der Werke von Georges Simenon.
Unter Pseudonym schrieb Simenon neben seinen frühen journalistischen Reportagen 201 Groschenromane und Sammelbände, 22 Erzählungen und Kurzgeschichten in belgischen und 147 in französischen Publikationen, sowie über 1000 „contes galants“ (erotische Geschichten). Dabei verwendete Simenon die folgenden Pseudonyme: Germain d’Antibes, Aramis, Bobette, Christian Brulls, Christian Bull’s, Georges Caraman, J.-K. Charles, Jacques Dersonne, La Déshabilleuse, Jean Dorsage/Dossage, Luc Dorsan, Gemis, Georges(-)Martin(-)Georges/George-Martin-George, Gom Gut/Gom-Gut(t), Georges d’Isly, Jean, Kim, Miquette, Misti, Monsieur le Coq, Luc d’Orsan, Pan, Jean du Perry, Plick et Plock, Poum et Zette, Jean Sandor, Georges Sim, Georges Simm, Trott, G. Vialio, Gaston Vial(l)is, G. Violis.
Simenons Werk wurde in mehr als 60 Sprachen übersetzt. Er gehört zu den meistgelesenen Autoren des 20. Jahrhunderts. Die Gesamtauflage wird oft mit 500 Millionen beziffert, allerdings gibt es für diese Zahl keinen konkreten Nachweis. Laut einer Statistik der UNESCO von 1989 rangiert Simenon unter den meist übersetzten Autoren der Welt auf Platz 18, in der französischsprachigen Literatur nimmt er hinter Jules Verne, Charles Perrault und René Goscinny Rang vier ein. Simenon erklärte den weltweiten Erfolg seiner Werke mit ihrer allgemeinen Verständlichkeit, die gleichermaßen auf den bewusst einfach gehaltenen Stil wie seine Nähe zu den „kleinen Leuten“ zurückzuführen sei.
Die ersten deutschen Übersetzungen veröffentlichte 1934 die Schlesische Verlagsanstalt in Berlin. Damals wurde Simenons Vorname noch als „Georg“ eingedeutscht. Nach dem Zweiten Weltkrieg erschien Simenons Werk ab 1954 bei Kiepenheuer & Witsch und in einer Taschenbuchausgabe beim Heyne Verlag. Unter anderem war Paul Celan für zwei Übersetzungen verantwortlich, die allerdings als wenig gelungen gelten. Anfang der 1970er Jahre machte Federico Fellini den Verleger Daniel Keel auf Simenon aufmerksam. Dessen Diogenes Verlag publizierte ab 1977 eine Simenon-Gesamtedition in 218 Bänden, die 1994 abgeschlossen wurde. Bereits 1997 folgten die ersten Neuausgaben und überarbeitete Übersetzungen. Von 2008 an erschien eine Neuedition sämtlicher Maigret-Romane, seit 2010 folgten 50 ausgewählte Non-Maigret-Romane. Im Jahr 2017 sind die deutschsprachigen Rechte an den Kampa Verlag des ehemaligen Diogenes-Mitarbeiters Daniel Kampa übergegangen.

### Schreibprozess

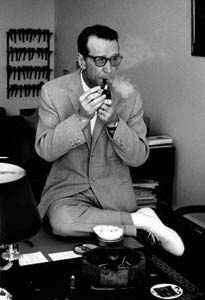
Georges Simenon, 1963, Foto von Erling Mandelmann

Simenons Schreibprozess wurde von ihm in zahlreichen Interviews und seinen autobiografischen Werken detailliert beschrieben, vom Plan im Kalender über erste Skizzen auf den berühmt gewordenen gelben Umschlägen bis zum abschließenden Telegramm an den Verleger. Ein Roman kündigte sich bei Simenon immer durch eine Phase der Unruhe und des Unwohlseins an. Zunächst entwarf er die handelnden Personen, deren Namen er einer Sammlung von Telefonbüchern entlehnte. Dann kam der gelbe Umschlag ins Spiel, auf dem Simenon die Daten der Figuren und ihre Beziehungen untereinander festhielt. Zum Ausgangspunkt der Handlung wurde die Frage: „Gesetzt sei dieser Mensch, der Ort, an dem er sich befindet, wo er wohnt, das Klima, in dem er lebt, sein Beruf, seine Familie etc. – was kann ihm widerfahren, das ihn zwingt, bis ans Ende seiner selbst zu gehen?“ Zur genaueren Ausarbeitung studierte Simenon Enzyklopädien und Fachbücher, teilweise zeichnete er sogar die Pläne der Handlungsorte, um sie sich zu vergegenwärtigen. In den eigentlichen Roman floss später nur ein Bruchteil der ausgearbeiteten Details ein, doch sie bildeten jenen Hintergrund, auf dem die Figuren in Simenons Phantasie ihr Eigenleben entwickelten.
Zur Niederschrift versetzte sich Simenon in seine Figuren und steigerte sich in eine Art Trance, oder, wie er es nannte, einen „Zustand der Gnade“, der nie länger als 14 Tage anhielt. Er versuchte, so schnell wie möglich zu arbeiten und so wenig wie möglich bewusst in den Schreibprozess einzugreifen. Ohne dass Handlung und Schluss vorab festgelegt waren, ließ er seine „Figuren handeln und die Geschichte sich entsprechend der Logik der Dinge entwickeln“. Exakt geplant und im Kalender vormarkiert war hingegen der äußere Ablauf: Simenon verfasste jeden Morgen von halb sieben bis neun ein Kapitel, danach war seine Kreativität für den Tag erschöpft. Zwischen den Tagen durfte keine Pause liegen, damit er nicht den Faden verlor. Anfänglich schrieb Simenon mit der Hand und tippte den Roman anschließend ab, später schrieb er direkt in die Maschine. Nach Beendigung waren drei Tage für die Revision vorgesehen, wobei Simenon einschränkte, dass er nur Fehler korrigiere und nicht am Text feilen könne. Da es ihm unmöglich sei, die Entstehung der Geschichte zu erklären, könne er sie nachträglich auch nicht mehr reparieren. Ebenso wenig akzeptierte er Eingriffe eines Verlagslektors. Seine Bücher las er nach eigener Aussage nach ihrer Veröffentlichung nie wieder.
In den 1920er Jahren erreichte Simenon mit den frivolen Kurzgeschichten seine höchste Produktionsrate. Er schrieb achtzig Seiten am Tag, was etwa vier bis sieben Geschichten entsprach. Dabei tippte er die Texte in der Geschwindigkeit einer Schreibkraft gleich in die Endfassung. Mit höherem Anspruch an seine Arbeiten fiel die Produktivität: von 80 Seiten Trivialliteratur auf 40 Seiten Kriminalroman pro Tag in zwei Sitzungen, nach dem Erfolg der ersten Maigrets reduzierte er auf 20 Seiten in einer Sitzung. Zwar ging der eigentliche Schreibprozess noch genauso schnell vonstatten, doch die anspruchsvolleren Stoffe verlangten die Muße einer größeren Vorbereitungszeit und Erholungsphase. Später waren es dann sogar die Maigret-Romane, bei deren Arbeit sich Simenon von den psychisch belastenderen „romans durs“ erholte.

### Stil
Auf den Ratschlag Colettes aus dem Jahr 1923 hin pflegte Simenon einen ausgesprochen einfachen und nüchternen Stil. Den Wortschatz beschränkte er nach eigenen Angaben auf 2000 Wörter. Eine Studie der Maigret-Romane ermittelte ein Vokabular zwischen 895 und 2300 Wörtern, das zu 80 % aus dem Grundwortschatz stammt und weniger als 2 % seltene Wörter enthält. Zur Begründung verwies Simenon auf eine Statistik, nach der über die Hälfte der Franzosen einen Wortschatz von weniger als 600 Wörtern besäßen. Er vermied jegliche „literarische“ Sprache, alle „mots d’auteur“ (Autorenworte) und entwickelte eine Theorie der „mots matière“, jener Wörter, „die das Gewicht der Materie haben, Wörter mit drei Dimensionen wie ein Tisch, ein Haus, ein Glas Wasser“. Den Regen umschrieb Simenon beispielsweise nie als „Wassertropfen […], die sich in Perlen verwandeln oder ähnliches Zeugs. Ich will jeden Anschein von Literatur vermeiden. Ich habe einen Horror vor Literatur! In meinen Augen ist Literatur mit großem ‚L‘ Unsinn!“
Gelobt wurde Simenon insbesondere für die Kunst seiner Beschreibungen, die zum Teil in die Handlung eingebettet sind, zum Teil diese als eingeschobene Tableaus unterbrechen. Laut Stanley G. Eskin war Simenon ein genauer und mit gutem Gedächtnis ausgestatteter Beobachter, was ihn befähigte, dichte Schauplätze zu zeichnen, die den Leser scheinbar direkt ins Geschehen versetzen. Die Atmosphäre der Prosa geht oft von der Übereinstimmung innerer und äußerer Handlungselemente aus, des Themas, der Figur und der umgebenden Szenerie. Eine besondere Bedeutung hat stets das Wetter, das die Stimmung der handelnden Personen beeinflusst. Auch alltägliche Kleinigkeiten in der Welt seiner Figuren behält Simenon im Auge: Das körperliche Befinden, ob infolge eines Schnupfens oder neuer Schuhe, schiebt sich immer wieder vor das eigentliche Geschehen. In dramatischen und tragischen Momenten setzt Simenon die Beschreibung von Alltäglichem bewusst gegen jedes aufsteigende Pathos. Raymond Mortimer betitelte Simenon in dieser Hinsicht als „Poet des Gewöhnlichen“. Josef Quack sprach von einem „Genie der realistischen Vergegenwärtigung“.
Kritisiert wurde hingegen die unvollendete Qualität der Romane Simenons, die aus dem hastigen Produktionsprozess erwuchs. Eskin bezeichnete die Romane als „eine außergewöhnliche Reihe erster Entwürfe“, die nie überarbeitet wurden. Schwächen finden sich im strukturellen Aufbau, der oft keinem Spannungsbogen folgt. So sind die Romananfänge und -enden nicht immer gelungen, verirrt sich die Handlung zwischendurch in Sackgassen oder bricht am Ende abrupt ab. Ein Wechsel der Erzählperspektive wird zum Teil als wirkungsvoller Effekt eingesetzt, zum Teil dient ein plötzlich auftauchender auktorialer Erzähler aber auch nur dazu, Schwächen in Handlung oder Erzählführung zu überdecken. Auf Ironie verzichtete Simenon weitgehend, und in den Fällen, in denen sie unterschwellig zu spüren ist, bleibt sie mangelhaft ausgestaltet. Wegen seiner Ablehnung eines Lektorats weisen seine Romane elementare Grammatikfehler und wiederkehrende stilistische Marotten auf, etwa die häufigen Ellipsen und rhetorischen Fragen. Selten verwendete Stilmittel wie Vergleiche und Metaphern zeigen eine Tendenz zum Stereotyp und Klischee.

### Maigret

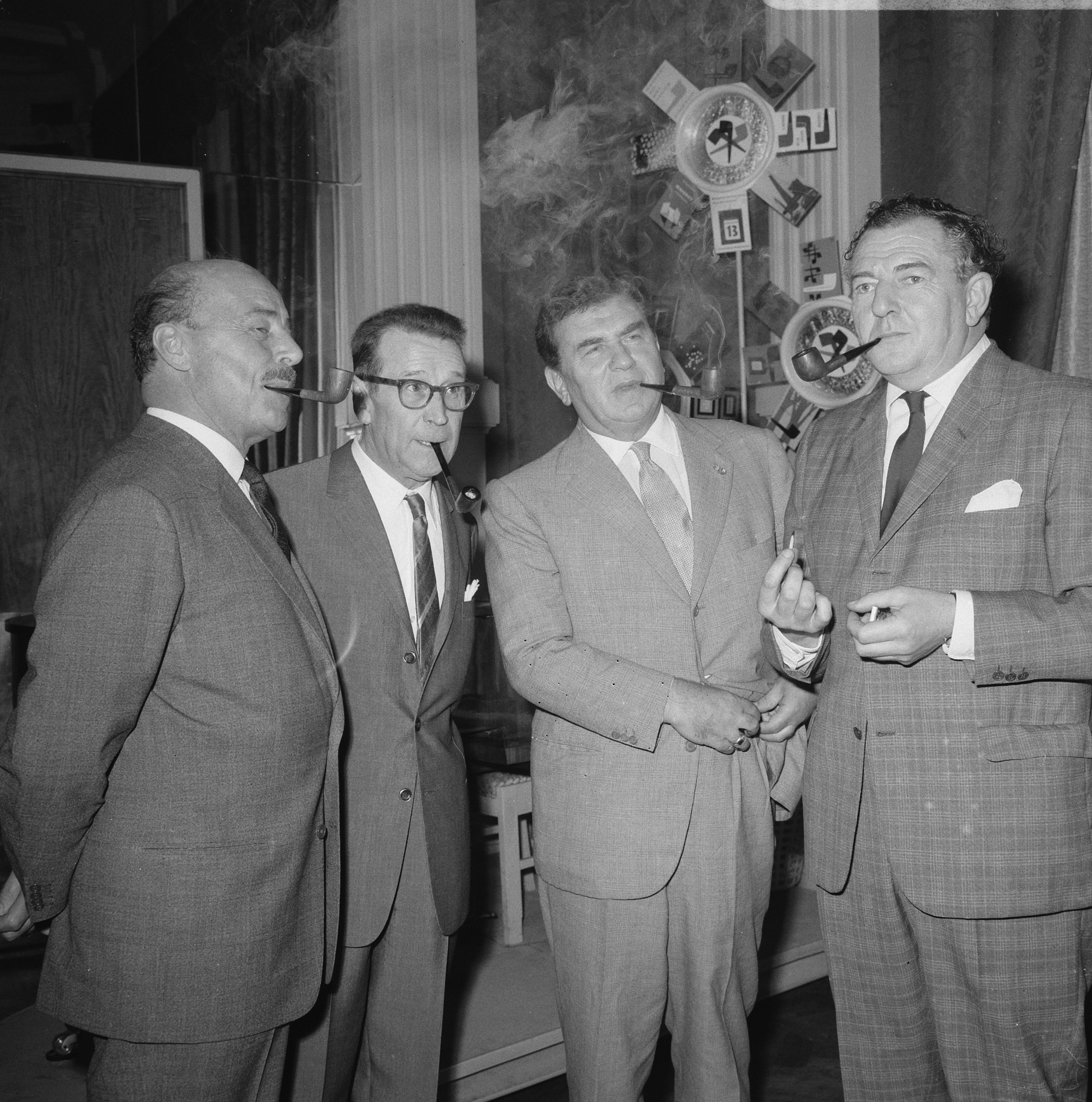
Georges Simenon (2.v.l.) 1966 an der Seite der Maigret-Darsteller Jan Teulings (links), Gino Cervi (2.v.r) und Rupert Davies (rechts)

Die Romane um Maigret, Kommissar der Kriminalpolizei am Pariser Quai des Orfèvres, folgen in ihrem Aufbau überwiegend einem festen Schema: Der Beginn zeigt Maigret in der Routine seines Alltags, eines Lebens ohne größere Ereignisse. Mit dem Verbrechen beginnen die Ermittlungen. Dabei liegt der Fokus weniger auf äußerer Handlung – die Routinearbeit wird zumeist Maigrets Gehilfen übertragen – als auf dem inneren Prozess Maigrets, der das Geschehen zu verstehen versucht. Den Schluss bildet ein abschließendes Verhör des Kommissars, das eher einem Monolog Maigrets gleicht. Hier wird nicht nur die eigentliche Tat aufgeklärt, sondern ein Teil des Vorlebens des Täters aufgerollt. Nicht immer steht am Ende eine Verhaftung, manchmal überlässt Maigret den Täter auch seinem Schicksal. Typisch für die Maigret-Romane ist der Umschlag des anfänglich kriminalistischen Rätsels auf die psychologische Ebene der Erforschung des Motivs. Dies bricht laut Stanley G. Eskin mit den Spielregeln des klassischen Kriminalromans und enttäusche manche Leser.
Gegenüber dem klassischen Kriminalroman, der nach Ulrich Schulz-Buschhaus aus einer Mischung der Bestandteile mystery, action und analysis besteht, hat Simenon in seinen Maigret-Romanen die ersten beiden Elemente zugunsten der psychologischen Analyse fast völlig eliminiert. Das Verbrechen umgibt nicht länger ein Mysterium, es entsteht aus dem Alltag und ist selbst zur Alltäglichkeit geworden. Nicht die Suche nach dem Täter steht im Mittelpunkt, sondern das Verstehen der Tat. So wie Maigret kein exzentrischer Detektiv ist, sondern ein in den Polizeiapparat integrierter Kleinbürger, sind auch die Täter keine dämonischen Verbrecher, sondern Normalbürger, deren Tat aus einer Krisensituation entsteht. Kommissar und Täter werden in ihrer Gewöhnlichkeit gleichermaßen zu Identifikationsfiguren für den Leser.
Simenon bezeichnete Maigret als einen „raccomodeur des destins“, einen „Ausbesserer von Schicksalen“. Seine Methode ist geprägt von Menschlichkeit und Mitgefühl. Insbesondere die „kleinen Leute“ betrachtet er als „seine Leute“, deren Umgang ihm vertrauter ist als das Großbürgertum oder die Aristokratie. Maigrets Ethik gehorcht der Maxime „Richte nicht“, so versagt er sich jedwede moralische Wertung und misstraut den Institutionen der Rechtsprechung. Im Gegensatz zu diesen geht es ihm nicht in erster Linie um Fakten, sondern um das Verstehen einer tieferen menschlichen Wahrheit. Viele Untersuchungen betonen die Ähnlichkeit der Untersuchungsmethode Maigrets mit der eines Schriftstellers, speziell mit der seines Schöpfers Simenon: Wie dieser lebt Maigret von der Fähigkeit, sich in eine Situation hineinzuversetzen. Wie dieser ist er abhängig davon, durch Schlüsselreize inspiriert zu werden, um Zusammenhänge zu erkennen und zu verstehen. Maigrets stärker intuitives als rationales Vorgehen kritisierte Bertolt Brecht: „der Kausalnexus ist verdeckt, lauter Schicksal rollt ab, der Detektiv ahnt statt zu denken“. Der Abschluss eines Falles wird für Maigret selten zu einem Triumph. Vielmehr reagiert er mit Niedergeschlagenheit auf den abermaligen Beweis der Fehlbarkeit des Menschen. Zum ruhenden Pol für den Kommissar wird Madame Maigret, der Prototyp einer altmodischen und unemanzipierten Hausfrau, deren Rolle sich zumeist darauf beschränkt, für ihren Gatten das Essen warm zu halten. Simenon bezeichnete sie als sein Idealkonzept einer Ehefrau.

### Non-Maigret
Im Mittelpunkt der „romans durs“, der Nicht-Maigret-Romane, steht stets eine einzige Figur. Gegenüber André Gide erklärte Simenon: „Es gelingt mir nicht, mehr als eine Figur auf einmal durchzuformen“. Der Protagonist ist fast immer männlich. Laut Fenton Bresler schuf Simenon in seinem Werk nur wenige herausragende Frauengestalten, etwa Marguerite in Le Chat. Von wenigen Ausnahmen wie Tante Jeanne, Betty und La Vieille abgesehen sieht Lucille Becker die Frauenfiguren nur in der Funktion eines Katalysators für das Schicksal der männlichen Protagonisten. Laut André Gide bevorzugte Simenon schwache Figuren, die sich treiben ließen, und Gide versuchte lange Zeit auf die Entwicklung starker Protagonisten hinzuwirken. Stanley G. Eskin beschrieb den Prototyp des Simenonschen Helden als „raté“, eine „verkrachte Existenz“, vom unglücklich in Ehe, Familie oder Arbeit unterdrückten „kleinen Mann“ mit Ausbruchssehnsucht bis zum Clochard. Nicole Geeraert nannte die Figuren Neurotiker, „die für das Handwerk des Menschseins schlecht geeignet sind“.
Vielfach verspüren Simenons Protagonisten einen Mangel, den sie in ihrem Leben lange Zeit kompensieren können, bis sie ein bestimmtes Ereignis aus der Bahn wirft. Nachdem sie ihr gewohntes Verhaltensmuster abgelegt haben, verlieren die angestammten Regeln ihre Gültigkeit. Die Figuren übertreten die Gesetze in einem Gefühl von Überlegenheit oder schicksalsergebener Ohnmacht. Die Krise mündet entweder im Untergang des Helden oder in seiner innerlichen Beschädigung samt anschließender Resignation. Dabei bleibt die Struktur der „Non-Maigrets“ weitgehend dem Schema der Maigret-Krimis verhaftet: Die Hauptfigur ist eine Mischung aus Täter und Opfer, statt des Verbrechens ist es manchmal nur ein Unglück, das zum Auslöser der Krise wird, statt des Verhörs beschließt ein Geständnis die Handlung. Allerdings fehlt die Figur Maigrets, des „Ausbesserers von Schicksalen“. So enden die Romane oft düster. Ohne den ausgleichenden Kommissar bleiben die gescheiterten Protagonisten am Ende sich selbst und ihrer Existenzangst überlassen. Während die sozialen Verhältnisse der Zeit, etwa die Weltwirtschaftskrise der 1930er Jahre, nur begrenzten Eingang in die Romane fanden, wurde Simenon vielfach von den Schattenseiten der eigenen Biografie inspiriert, von den Familienverhältnissen der Simenons und Brülls, seiner turbulenten Jugend, dem häufigen Motiv des Abgleitens in die Kriminalität bis zur unglücklichen zweiten Ehe. Auch die Schauplätze folgen Simenons häufigen Ortswechseln, wenn auch mit Verzögerung: „Über den Ort, wo ich gerade lebe, kann ich nicht schreiben.“
Simenon fasste sein Werk zusammen als Suche nach dem „l’homme nu“ – dem „nackten Menschen“ verstanden als „der Mensch, der uns allen gemein ist, nur mit seinen Grund- und Urinstinkten“. Simenons Figuren sind, ohne dass es ihnen bewusst wird, in ihrer Existenz durch Instinkte und Triebe vorherbestimmt. Laut Nicole Geeraert zeichnet Simenon ein deterministisches und pessimistisches Menschenbild. Für Hanjo Kesting haftet der Handlung „fast immer ein fatalistischer Zug an, ein Element von Unentrinnbarkeit und Verhängnis.“ Schon in seinem ersten Maigret-Roman Pietr-le-Letton entwickelte Simenon die „Theorie vom Riß“, vom „Augenblick, in dem hinter dem Spieler der Mensch erscheint“. Dieser existenzielle Sprung ist es, den Simenon in der Lebensgeschichte seiner Figuren herausarbeitet. Oft führt er zum „acte gratuit“, zur Handlung ohne Motiv. Für den Literaturkritiker Robert Kanters war „Balzac der Schriftsteller, bei dem der Mensch sich entwickelt, bei Simenon zerbricht er.“

### Literarische Vorbilder und Stellung in der Kriminalliteratur

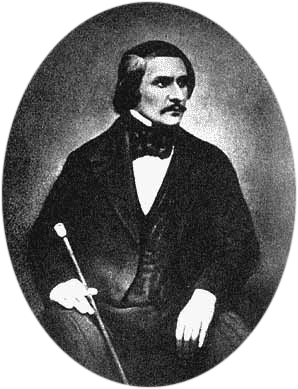
Simenon nannte Nikolai Gogol „den größten Schriftsteller des letzten Jahrhunderts“.

Simenon war früh geprägt durch die russische Literatur, die nach eigenen Aussagen insbesondere für seine „romans durs“ prägend wurde. Mit Gogol verband ihn etwa sein Bezug zu den „kleinen Leuten“: „Ich habe zeit meines Lebens nicht die Helden mit großen Gebärden, mit großen Tragödien gesucht, sondern ich nahm mir die kleinen Leute vor, gab ihnen eine heldenhafte Dimension, ohne ihnen ihre unbedeutende Identität und ihr kleines Leben zu nehmen.“ Tschechow habe ihn beeinflusst bei der Bedeutung des sozialen Milieus. Wie bei Tschechow kennen sich seine Figuren selbst nicht, sondern seien auf der Suche: „der Autor versucht sie nicht zu erklären, sondern läßt sie in ihrer Komplexität auf uns wirken.“ Von Dostojewski habe er einen veränderten Schuldbegriff übernommen: „Schuld ist nicht mehr ein einfacher, klarer Tatbestand, wie er in den Strafgesetzbüchern steht, sondern wird zum persönlichen Konflikt eines jeden einzelnen.“
Kaum einen Einfluss übte hingegen die klassische Kriminalliteratur auf Simenons Werk aus. Er hatte kein großes Interesse an anderen Krimi-Autoren und las auch nur wenige Kriminalromane. Julian Symons wertete: „Die Maigret-Romane stehen für sich allein auf dem Gebiet der Kriminalliteratur, ja sie haben kaum Beziehung zu den übrigen Werken des Genres.“ Der französische Detektivroman stand zuvor in der Tradition des Abenteuerromans und der phantastischen Literatur. Erst durch Simenon hielt die Ebene des Realismus Einzug in die französischsprachige Kriminalliteratur. Pierre Assouline sah Simenon als Ausgangspunkt eines neuen, von der amerikanischen Tradition unabhängigen französischen Kriminalromans. Noch weiter gingen Pierre Boileau und Thomas Narcejac, nach denen Simenon gar keine Kriminalromane geschrieben habe. Zwar bediene er sich der Technik des Genres, aber in seinem Fokus auf die Hintergründe menschlichen Verhaltens könne „man ihn nicht zu den Detektivromanautoren rechnen. Lediglich dank eines Mißverständnisses gilt Maigret als einer der größten Detektive.“
Dennoch wurde Simenon wegweisend für einen neuen, psychologisch geprägten Typ von Kriminalliteratur den nach ihm gerade Boileau und Narcejac oder etwa Patricia Highsmith repräsentierten. Auch der erste deutschsprachige Kriminalschriftsteller von Bedeutung, Friedrich Glauser, folgte seinem Vorbild: „Bei einem Autor habe ich all das vereinigt gefunden, was ich bei der gesamten Kriminalliteratur vermisst habe. Der Autor heißt Simenon […] Was ich kann, habe ich von ihm gelernt.“ Für Thomas Wörtche blieb Simenon „[a]uf dem europäischen Festland ein Solitär, aber ungemein folgenreich.“ Er habe am konsequentesten die Abgrenzung zwischen Krimi und Literatur übertreten und damit bereits die Probleme späterer Kriminalliteratur, die sich nicht ins gängige Krimi-Schema einordnen lässt, vorweggenommen.

## Rezeption

### Zeitgenössische Aufnahme

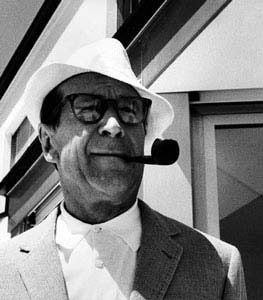
Georges Simenon, 1963, Foto von Erling Mandelmann

Die Maigret-Romane wurden 1931 zu einem unmittelbaren Erfolg. Im Herbst zeichnete der Verleger Hachette Simenon als Bestseller des Jahres aus. Die Presse zeigte sich von Beginn an interessiert und urteilte überwiegend mit großer Zustimmung. Positive Kritiken lobten den Stil und die Qualität der Beschreibungen und zogen das Fazit, Simenon hebe den Detektivroman auf ein ernsthafteres und literarisch hochwertigeres Niveau. Gemischte Kritiken beharrten oft auf der Minderwertigkeit des Genres, in dem Simenon aber handwerkliche Fähigkeiten beweise, die seltenen schlechten Kritiken fühlten sich vom Autor schlicht gelangweilt. Simenon wurde mit anderen Vielschreibern wie Edgar Wallace verglichen, Maigret bereits auf eine Stufe mit Sherlock Holmes gestellt. Der Literat und Journalist Roger Dévigne nahm La guinguette à deux sous in eine Auswahl der zehn größten Meisterwerke nach 1918 auf, der Schriftsteller und Kritiker Jean Cassou entdeckte in Simenons Romanen mehr Poesie als in den meisten poetischen Werken. Stanley G. Eskin fasste zusammen: Simenon war 1931 „in“ geworden.
Innerhalb weniger Monate wurden die Maigret-Romane in acht Sprachen übersetzt. In England und den USA waren die Kritiken gemischt. The Times Literary Supplement schrieb von „gut erzählten und geschickt konstruierten Geschichten“, die Saturday Review kritisierte: „Die Story ist besser als der Detektiv“. Eine Ausnahme blieb Janet Flanner, die in einer euphorischen Besprechung im New Yorker Simenon „bereits eine Klasse für sich“ nannte. Im deutschsprachigen Markt brauchte Simenon lange, um sich durchzusetzen. Nach vereinzelten Ausgaben vor und nach dem Krieg wurde erst die Maigret-Reihe von Kiepenheuer & Witsch vom Jahr 1954 an ein großer Erfolg.
Auch Simenons erste Non-Maigret-Romane wurden in den 1930er Jahren von der Kritik überwiegend positiv aufgenommen. Es gab zwei grundsätzliche Rezensionslinien: Die einen sahen Simenon als einen Kriminalschriftsteller, der seine Fähigkeiten an höherer Literatur versuche, die anderen als Literaten, der schon immer über die Gattung des Kriminalromans herausgeragt habe. Vielfach wurden einzelne Romane herausgehoben, die aus Sicht des Kritikers den Durchbruch in Simenons Werk hin zu gehobener Literatur markierten. Stanley G. Eskin nannte dies ein Spiel, das die nächsten zehn bis zwanzig Jahre immer wieder in der Rezeption Simenons zu finden war. Der Literaturkritiker Robert Kemp bezeichnete Simenons Werke als „halb Populärroman, halb Detektivroman“, um hinzuzusetzen, „sie scheinen mir von großem Wert zu sein“. Sein Kollege André Thérive urteilte über Les Pitard, es sei „ein Meisterwerk in Reinkultur, in unverfälschtem Zustand“. Paul Nizan widersprach hingegen: „Schlagartig wird einem klar, daß er ein passabler Autor von Detektivliteratur war, jedoch ein äußerst mäßiger Verfasser ganz normaler Literatur ist.“
Die acht Jahre hindurch, in denen sich Simenon von Maigret abgewandt hatte und ausschließlich „romans durs“ veröffentlichte, waren seine Verkaufszahlen rückläufig. Zwar festigte sich sein Ruf als ernsthafter Schriftsteller. Doch wurde er in der Öffentlichkeit nach wie vor vor allem als Schöpfer Maigrets wahrgenommen, sogar als derjenige, der aufgehört hatte, Maigret-Romane zu schreiben. Auch während seiner Jahre in Amerika wurde in der französischen Presse weiter über den „Fall Simenon“ diskutiert, allerdings nicht mehr mit derselben Aufmerksamkeit, die noch vor dem Zweiten Weltkrieg geherrscht hatte. Eskin beschrieb eine Unsicherheit in den Bewertungen, wie Simenon einzuordnen sei, er passte in keine Schublade. In den USA nahm hingegen das Interesse zu, und seine Romane entwickelten sich zu Bestsellern. In den 1950er Jahren erschienen die ersten Bücher über Simenon, angefangen von Thomas Narcejacs Le Cas Simenon, in dem Simenon über Camus gestellt wird, bis zu einer sowjetischen Monografie. Neben den amerikanischen Ehrungen der American Academy of Arts and Letters und der Mystery Writers of America wurde Simenon 1952 in die Königliche Akademie der Wissenschaften und Schönen Künste von Belgien aufgenommen. 1966 erhielt er den Grand Master Award der Mystery Writers of America, 1974 ernannte ihn die Schwedische Krimiakademie zum Grand Master.
Von Mitte der 1950er Jahre bis zum Ende seiner Schriftstellerkarriere hielt sich Simenons Ansehen auf einem gehobenen Niveau. Einzelne Bewunderer kämpften gegen das verbreitete Maigret-Image an und propagierten ihn als ernsthaften Literaten, im Allgemeinen blieb Simenons Aufnahme jedoch uneindeutig. Auch der Verlagswechsel von den renommierten Éditions Gallimard zu den kommerziell orientierten Presses de la Cité schadete laut Patrick Marnham Simenons literarischem Renommee in Frankreich und stand höheren literarischen Auszeichnungen entgegen. Die späten autobiografischen Werke vermochten Simenons Reputation nicht mehr zu heben. Quand j’etais vieux erhielt durchwachsene Besprechungen. The Guardian etwa sprach von einer „männlichen Menopause“, und The Sunday Telegraph kommentierte schlicht: „Hmm!“ Die Dictées erreichten keine große Leserschaft, anders die Mémoires intimes, die wegen ihrer Enthüllungen zwar auf großes Interesse, aber schlechte Kritiken stießen.

### Der „Fall Simenon“
Für die Analysen von Simenons Werk bürgerte sich bereits früh ein Motto ein: „le cas Simenon – der Fall Simenon“. Der Begriff ging zurück auf Robert Brasillach, der schon 1932 zwei entgegengesetzte Charakteristiken Simenons herausgearbeitet hatte: seine Begabung, die Beobachtungsgabe und sein Gespür für Atmosphäre auf der einen Seite, die Nachlässigkeit in der Umsetzung, oberflächliche Konstruktionen und mangelnde literarische Bildung auf der anderen Seite. Der Begriff zog sich die nächsten fünfzehn Jahre durch zahlreiche Rezensionen und wurde schließlich auch zum Titel der ersten Abhandlung in Buchform über Simenon von Thomas Narcejac. 1939 war für Brasillach aus dem „Fall Simenon“ ein „Abenteuer Simenon“ geworden, und er wünschte, Simenon hielte nach anderen literarischen Ufern Ausschau: „Sollte jemand in der Lage sein, eines Tages den großen Roman unserer Zeit zu schreiben, dann besteht […] allergrößte Aussicht, daß es dieser junge Mann ist“.
François Bondy verwendete 1957 den Begriff „Das Wunder Simenon“, allerdings nicht, um Simenons Reifung „von mittelmäßiger Kolportage zu echt literarischen Werken“ zu beschreiben, sondern für die „Tatsache, daß sowohl sein Werk wie dessen Bewertung trotz allem noch im Zwielicht bleibt.“ Dabei beschrieb er einen Weg „von der Virtuosität des Alleskönners zur intensiven Konzentration und Vereinfachung.“ Alfred Andersch sprach von einem „Rätsel“ Simenon, als der berühmteste und meistgelesene französische Schriftsteller 1966 in den beiden Darstellungen der französischen Literatur der Gegenwart von Maurice Nadeau und Bernard Pingaud fehlte: „Es ist ein Rätsel. Es gibt einem den Verdacht ein, unser ganzes Konzept von Literatur könnte falsch sein.“ Auch für Jean Améry stand „der Fall Simenon ziemlich einmalig da in der modernen Literatur“, er beschrieb ihn als „Das Phänomen Simenon – ein heute vielleicht einzigartiges Erzählertalent, verbunden mit einer nicht weniger beispiellosen Arbeitskapazität“. Simenon selbst wehrte sich gegen den Begriff des „cas Simenon“: „Ich bin kein Fall, ich wäre entsetzt, ein ‚Fall‘ zu sein. Ich bin einfach ein Romancier, das ist alles“. Er verwies auf Vorbilder wie Lope de Vega, Dickens, Balzac, Dostojewski und Victor Hugo. In der Gegenwart schreibe niemand mehr wie jene, deswegen betrachte man ihn, den traditionellen Romanautor, heutzutage als „Fall“.
Für den Verleger Bernard de Fallois war es „Simenons größtes Verdienst, das Lesen wieder aufgewertet zu haben, […] die Kunst und den Leser wieder versöhnt zu haben.“ Seine Romane seien für den Leser „ein Mittel zur Selbsterkenntnis und beinahe die Antwort für sein persönliches Geschick.“ Ähnlich schrieb der Literaturkritiker Gilbert Sigaux, Herausgeber von Simenons Werken, Simenon zwinge den Leser „sich selber zu betrachten“. Er frage „nicht: Wer hat getötet?, sondern: Wohin gehen wir? Worin liegt der Sinn unseres Abenteuers?“ In dieser Hinsicht gehörten alle Romane Simenons „ein und demselben Roman an“. Georg Hensel setzte hinzu: „Wer im 21. Jahrhundert erfahren will, wie im 20. Jahrhundert gelebt und gefühlt worden ist, der muß Simenon lesen. Andere Autoren mögen mehr als er wissen über die Gesellschaft. Über den einzelnen Menschen weiß keiner so viel wie er.“ Für Thomas Narcejac reihte sich Simenon mit seiner „Weigerung, Charaktere darzustellen, vom Menschen zum Geschehen oder zur Intrige überzugehen, unter den Suchenden ein“, und gehörte in den Umkreis des Existentialismus. Jürg Altwegg sah es als Simenons größte Leistung, „seine Figuren von ihrem jeweiligen Milieu abzuleiten und zu erklären“, und er bezeichnete ihn als „Goethe der schweigenden Mehrheit“: „Schon Zola und andere haben die Unterprivilegierten zum Thema ihrer besten Werke gemacht. Aber erst Simenon ist es gelungen, diese Massen als Leser zu gewinnen.“

### Stimmen

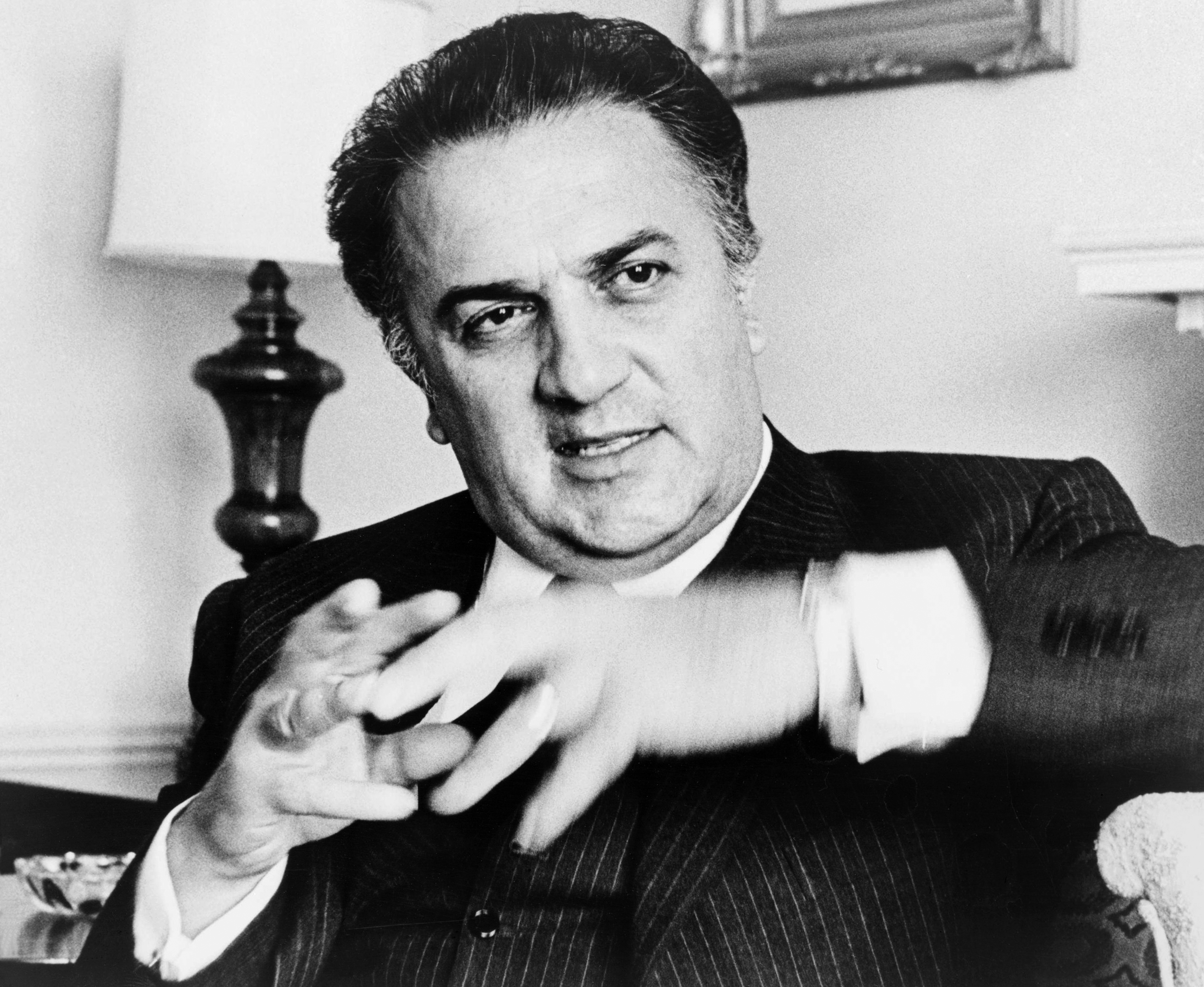
Federico Fellini, mit dem Simenon befreundet war, 1965

Simenon gehört zu den seltenen Fällen eines populären Bestsellerautors, der zugleich von Schriftstellerkollegen hoch geschätzt wurde. Zu einem seiner ersten Bewunderer wurde 1935 Hermann Graf Keyserling, der Simenon ein „Naturwunder“ nannte und ihm den Titel „Idiotengenie“ verlieh, auf den Simenon sehr stolz war. Eine Freundschaft verband ihn schon früh mit André Gide, der 1939 schrieb, „daß ich Simenon für einen großen Romancier halte, vielleicht den größten und den echtesten Romancier, den die französische Literatur heute besitzt.“ In Amerika wurde ihm Henry Miller zum Freund, der urteilte: „Er ist alles, was ein Schriftsteller sein wollte, und er bleibt ein Schriftsteller. Ein Schriftsteller außerhalb jeder Norm, wie jeder weiß. Er ist wirklich einzigartig, nicht nur heutigentags, sondern zu jeder beliebigen Epoche.“ Der späte Freund Federico Fellini äußerte angesichts des Umfangs des Werks: „Ich konnte nie glauben, daß Simenon wirklich existiert.“
Viele Autoren der Weltliteratur zählten zu Simenons Lesern. William Faulkner bekannte: „Ich lese gerne die Kriminalromane von Simenon. Sie erinnern mich an Čechov.“ Walter Benjamin tat es ihm gleich: „Ich lese jeden neuen Roman von Simenon.“ Ernest Hemingway lobte die „wunderbaren Bücher von Simenon“. Kurt Tucholsky schrieb: „Dieser Mann hat die große und so seltene Gabe des epischen Erzählens ohne etwas zu erzählen. Seine Geschichten haben meist gar keinen Inhalt […] Und Du kannst das Buch nicht aus der Hand legen – es reißt Dich, Du willst wissen, wie das weiter geht, aber es geht gar nicht weiter. […] Er ist ganz leer, aber mit welchen Farben ist dieser Topf bemalt!“ Thornton Wilder urteilte: „Erzähltalent ist das seltenste aller Talente im 20. Jahrhundert. […] Simenon hat diese Begabung bis in die Fingerspitzen. Alle können wir von ihm lernen.“ Aus Sicht von Gabriel García Márquez war er gar „der wichtigste Schriftsteller unseres Jahrhunderts“.
Insbesondere viele Kriminalschriftsteller bewunderten Simenon. Für Dashiell Hammett war er „der beste Krimi-Autor unserer Tage“, für Patricia Highsmith „der größte Erzähler unserer Tage“, für W. R. Burnett „nicht nur der beste Krimiautor, er ist auch einer der besten Schriftsteller schlechthin.“ Friedrich Glauser lobte die Maigret-Reihe: „Die Romane sind fast alle nach dem gleichen Schema geschrieben. Aber alle sind sie gut. Es ist eine Atmosphäre drin, eine gar nicht billige Menschlichkeit, ein Soignieren des Details“. John Banville schrieb seinen ersten Kriminalroman, weil er „von Simenon hin und weg war“. Cecil Day-Lewis räumte ein, „daß er mit seinen besten Kriminalromanen in eine Dimension vorstößt, die seinen Kollegen nicht erreichbar ist.“
Die Reihe der Bewunderer Simenons zog ihrerseits Kritiker an. Für Julian Barnes war es eine „bisweilen etwas peinliche Bewunderung“, die einige Schriftstellergrößen Simenon entgegenbrachten. Philippe Sollers beschrieb: „Daß Gide ihn – nachdem er Proust abgelehnt hatte – als den größten Schriftsteller seiner Zeit angesehen hat, ist von unwiderstehlicher Komik.“ Auch Jochen Schmidt hielt Simenon für „weit überschätzt“. Sein Ruf als „großer Schriftsteller“ gehöre „zu jenen Binsenweisheiten, die bereits einen etwas faden Beigeschmack haben“.

### Wirkung und Nachwirkung

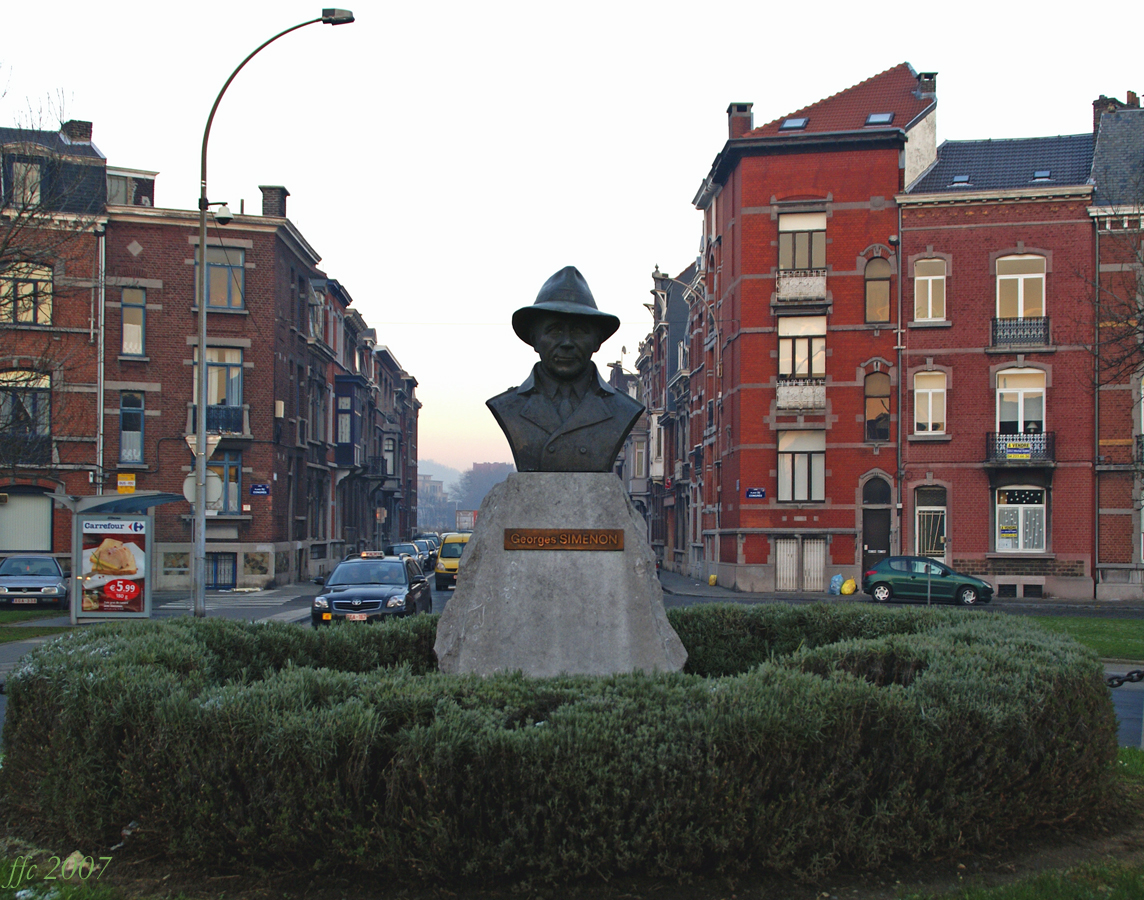
Büste von Georges Simenon in Lüttich, Place du Congrès

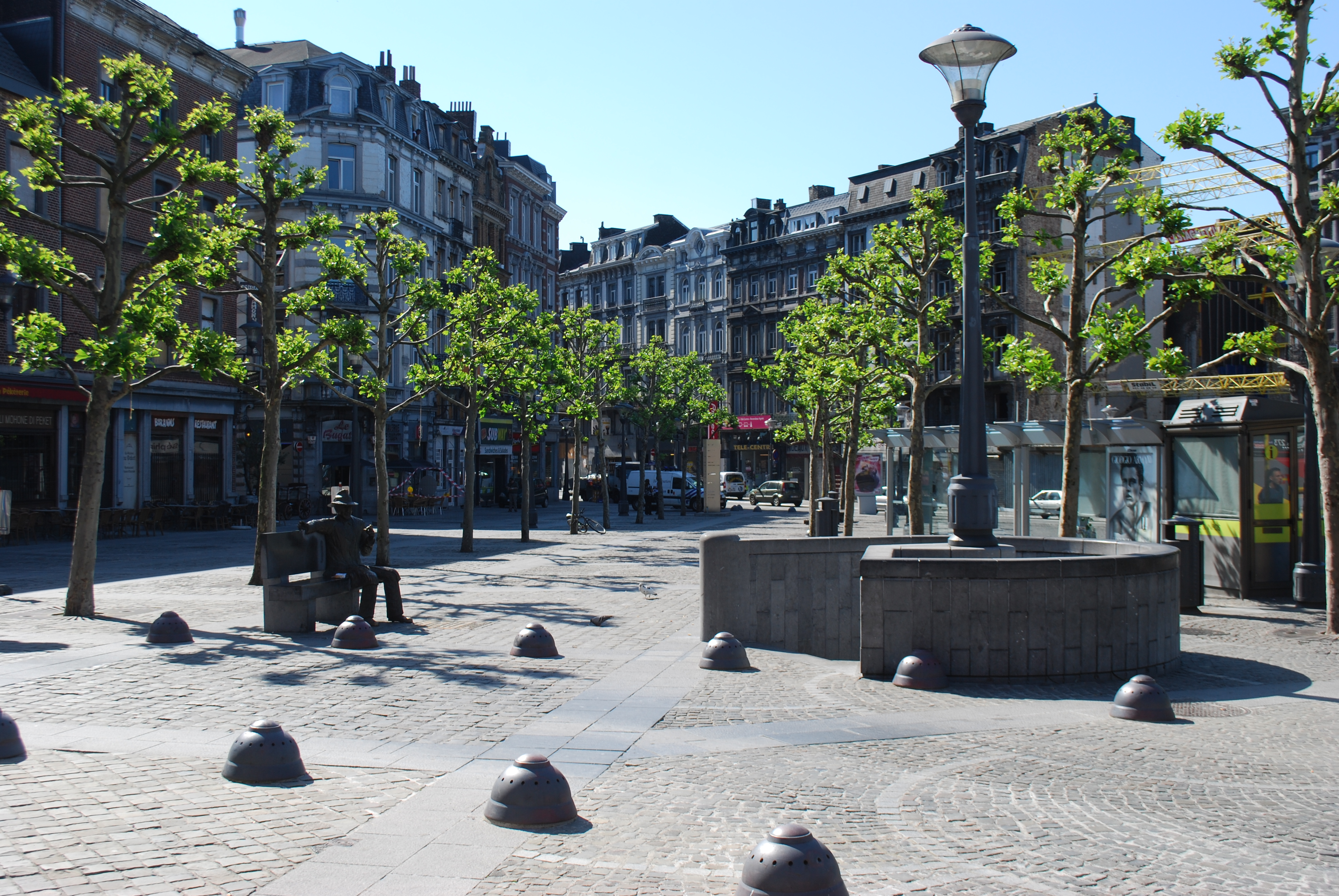
Place du Commissaire Maigret in Lüttich mit einer Statue von Simenon auf der Bank

Simenons Romane wurden häufig verfilmt, siehe die Liste der Verfilmungen der Werke von Georges Simenon. Bis 2010 entstanden insgesamt 65 Kinofilme sowie 64 internationale Fernsehproduktionen, darunter Serien, die zum Teil über viele Jahre hinweg produziert wurden. Am umfangreichsten blieben die Serien um Kommissar Maigret des französischen Fernsehens mit Jean Richard (88 Folgen von 1967 bis 1990), die anschließenden Verfilmungen Maigret mit Bruno Cremer (54 Folgen von 1991 bis 2005) und die Serie Kommissar Maigret der BBC mit Rupert Davies (52 Folgen von 1960 bis 1963).
Im Jahr 1976 wurde unter Leitung des Literaturwissenschaftlers Maurice Piron an der Universität Lüttich das Centre d’études Georges Simenon gegründet, das der Erforschung von Leben und Werk Georges Simenons gewidmet ist und seit 1989 die Jahresschrift Traces publiziert. Simenon spendete der Institution seine Manuskripte, Arbeitsunterlagen und beruflichen Erinnerungsstücke, die dort im Fonds Simenon aufbewahrt werden. Im Jahr 1989 konstituierte sich in Brüssel die internationale Vereinigung Les Amis de Georges Simenon, die seitdem jährlich Cahiers Simenon und weitere Publikationen zur Forschung sowie bislang unveröffentlichte Texte herausgibt. Die Gründung der deutschsprachigen Georges-Simenon-Gesellschaft fand im Jahr 2003 statt. Sie publizierte zwischen 2003 und 2005 drei Jahrbücher.
Zu Simenons 100. Geburtstag erklärte die Region um Simenons Geburtsstadt Lüttich das Jahr 2003 zu Wallonie 2003, Année Simenon au Pays de Liège, zum Simenon-Jahr, in dem diverse Ausstellungen und Veranstaltungen rund um den Schriftsteller stattfanden. In diesem Rahmen hatte am 25. September 2003 das Musical Simenon et Joséphine über Simenons Beziehung zu Josephine Baker Premiere, das die Opéra Royal de Wallonie in Lüttich uraufführte. Im Folgejahr wurde eine Statue von Simenon auf dem neuen Place du Commissaire Maigret errichtet. Bereits zuvor wurde die 1963 erbaute Résidence Georges Simenon in Lüttich nach ihm benannt. Auch in Simenons zeitweiliger Wahlheimat an der französischen Atlantikküste wird seiner regelmäßig gedacht: In der Gegend um Les Sables-d’Olonne findet seit 1999 alljährlich zu Ehren des Schriftstellers ein Festival Simenon statt. Die unterschiedliche Popularität in Belgien auf beiden Seiten der Sprachgrenze bewies im Jahr 2005 eine Publikumswahl im belgischen Fernsehen, bei der über den „größten Belgier“ abgestimmt wurde. Während Simenon in der wallonischen Ausgabe Le plus grand Belge auf Platz 10 gewählt wurde, landete er beim flämischen Gegenstück De Grootste Belg auf Rang 77.

### Biografien
- Pierre Assouline: Simenon. A Biography. Chatto & Windus, London 1997, ISBN 0-7011-3727-4 (englisch).
- Fenton Bresler: Georges Simenon. Auf der Suche nach dem „nackten“ Menschen. Ernst Kabel, Hamburg 1985, ISBN 3-921909-93-7.
- Stanley G. Eskin: Simenon. Eine Biographie. Diogenes, Zürich 1989, ISBN 3-257-01830-4.
- Nicole Geeraert: Georges Simenon. Rowohlt, Reinbek 1991, ISBN 3-499-50471-5.
- Daniel Kampa u. a. (Hrsg.): Georges Simenon. Sein Leben in Bildern. Diogenes, Zürich 2009, ISBN 978-3-257-06711-8.
- Patrick Marnham: Der Mann, der nicht Maigret war. Das Leben des Georges Simenon. Knaus, Berlin 1995, ISBN 3-8135-2208-3.

### Zum Werk
- Hans Altenhein: Maigret auf Deutsch. Die Geschichte einer Beziehung. In: Aus dem Antiquariat 2, NF18, Frankfurt 2020, ISSN 0343-186X. Eine Geschichte der Simenon-Übersetzungen ins Deutsche.
- Arnold Arens: Das Phänomen Simenon. Steiner, Stuttgart 1988, ISBN 3-515-05243-7.
- Lucille F. Becker: Georges Simenon. Haus, London 2006, ISBN 1-904950-34-5 (englisch).
- Hanjo Kesting: Simenon. Essay. Wehrhahn, Laatzen 2003, ISBN 3-932324-83-8.
- Claude Menguy: De Georges Sim à Simenon. Bibliographie. Omnibus, Paris 2004, ISBN 2-258-06426-0 (französisch).
- Josef Quack: Die Grenzen des Menschlichen. Über Georges Simenon, Rex Stout, Friedrich Glauser, Graham Greene. Königshausen & Neumann, Würzburg 2000, ISBN 3-8260-2014-6.
- Claudia Schmölders, Christian Strich (Hrsg.): Über Simenon. Diogenes, Zürich 1988, ISBN 3-257-20499-X.

## Dokumentarfilm
- Das Jahrhundert des Georges Simenon. Dokumentarfilm, Frankreich, 2013, 52 Min., Buch und Regie: Pierre Assouline, Produktion: Cinétévé, Les Films du Carré, RTBF Secteur Documentaires, INA, arte France, Simenon.tv, Erstsendung: 23. Februar 2014 bei arte, Inhaltsangabe; abgerufen am 26. Dezember 2020.

## Ausstellung
- 2023: Simenon, images d´un monde en crise. Photographies 1931–1935. Grand Curtius Museum, Lüttich.[175]